# Storia del Partito Nazionale Liberale (Romania)
Il Partito Nazionale Liberale fu fondato nel 1990, come continuatore dell'omonima formazione politica che fu sciolta nel 1947 all'instaurazione della dittatura comunista. Nel corso degli anni duemila si configurò come principale forza di centro-destra della Romania. Il partito espresse un presidente della repubblica (Klaus Iohannis dal 2014) e quattro primi ministri (Călin Popescu Tăriceanu dal 2004 al 2008, Ludovic Orban dal 2019 al 2020, Florin Cîțu dal 2020 al 2021 e Nicolae Ciucă dal 2021).

## Il Partito Nazionale Liberale "storico"
Il Partito Nazionale Liberale (PNL) vide ufficialmente la luce il 24 maggio 1875, su iniziativa di alcuni intellettuali come Ion C. Brătianu, Mihail Kogălniceanu e Alexandru G. Golescu. Diversi gruppi e circoli di ispirazione liberale, tuttavia, erano già sorti intorno alla metà del XIX secolo e avevano guidato politicamente il Principato di Romania.
Sostenuto da una base eterogenea, sotto la guida di esponenti della famiglia Brătianu, che ne fu sempre a capo tranne nei periodi 1892-1909 e 1930-1933, fu a lungo il partito al potere della Romania a cavallo tra XIX e XX secolo (1876-1888, 1895-1899, 1901-1904, 1907-1910, 1914-1917, 1918, 1922-1926, 1927, 1933-1937), rivestendo un ruolo di primo piano nel consolidamento delle istituzioni in seguito alla conquista dell'indipendenza del paese, nell'introduzione del suffragio universale e nei rapporti diplomatici che portarono alla Dichiarazione di Alba Iulia del 1918. In seguito alla prima guerra mondiale il PNL fu promotore della riforma agraria, della riorganizzazione del sistema amministrativo e della nuova legge elettorale.
Messo fuori legge il 30 marzo 1938, in seguito alla decisione del re Carlo II di istituire un unico partito intorno alla sua persona, tuttavia, il PNL continuò ad essere rappresentato dai suoi membri che aderirono al nuovo sistema. Tornato in attività nel 1944, nel 1947 subì nuovamente una sospensione, dopo che la neonata Repubblica Popolare di Romania mise al bando tutti i partiti fatta eccezione del Partito Comunista Rumeno (PCR). Negli anni del regime comunista numerosi rappresentanti del PNL furono condannati all'arresto o costretti all'esilio all'estero. Dal 1985 a Parigi fu attivo il Club di riflessione e azione liberale (Clubul de Reflecție și Acțiune Liberala), cui parteciparono diverse personalità tra le quali Radu Câmpeanu, Dinu Zamfirescu, Ioana Brătianu e Ion Vitez.

## La presidenza Câmpeanu

### La rifondazione del 1990

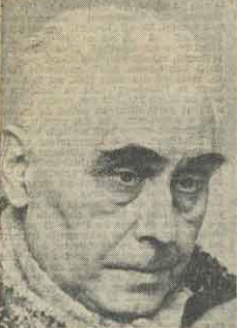
Radu Câmpeanu

In seguito alla rivoluzione romena del 1989 che rovesciò il regime di Nicolae Ceaușescu il potere fu assunto ad interim da un governo provvisorio (il Consiglio del Fronte di Salvezza Nazionale, CFSN) costituito principalmente da ex membri del Partito Comunista Rumeno (PCR). Il 31 dicembre 1989 il CFSN emanò il decreto di abolizione del partito unico, consentendo la formazione di nuovi gruppi. I primi furono quelli "storici", che si basavano su una precedente tradizione politica, cioè il Partito Nazionale Liberale (PNL), il Partito Nazionale Contadino Cristiano Democratico (PNȚCD) e il Partito Social Democratico Romeno (PSDR).
Già nei primi concitati momenti della rivoluzione, il 22 dicembre 1989, si era formato un comitato provvisorio di iniziativa per la rifondazione del PNL (Comitetul provizoriu de inițiativă pentru reînființarea PNL), composto da diversi militanti, molti dei quali avevano fatto parte del partito "storico": Sorin Botez, Ionel V. Săndulescu, Radu Câmpeanu, Ioan Beșe, Nicolae Enescu, Mircea Ionescu-Quintus, Dan Amedeo Lăzărescu, Gheorghe Mincă, Sanda Tătărescu, Mircea Vaida e Cristian Zăinescu.
Il comitato ricevette l'autorizzazione ufficiale dal tribunale di Bucarest il 15 gennaio 1990, che divenne la data canonica di rifondazione del Partito Nazionale Liberale. Radu Câmpeanu fu indicato come segretario generale, mentre tra i membri fondatori figuravano Ioana Brătianu, Sanda Tătărăscu, Virgil Mănescu, Barbu Negoescu, Șerban Orăscu, Radu Vălsărăscu e Dinu Zamfirescu. La prima sede fu sita nella capitale romena in Bulevardul Nicolae Bălcescu 21 e al momento della registrazione figuravano circa 800 iscritti al partito. Per i giovani fu istituita un'organizzazione speciale, la Gioventù liberale.
Il 31 marzo 1990 si tenne il primo congresso del partito, che convalidò le nomine alla dirigenza e approvò lo statuto e il programma politico. In base al proprio documento programmatico il PNL si presentava nell'arena politica come il continuatore della tradizione democratica romena, strenuo oppositore dell'ideologia comunista, favorevole ad un modello economico che prevedeva un intervento ridotto dello stato, alla garanzia della proprietà privata, alla privatizzazione graduale delle aziende di stato, al consolidamento della classe media, alla separazione dei poteri dello stato, alla libertà di stampa, di espressione, di religione, di associazione e al rispetto dei diritti delle minoranze etniche. L'organo di stampa del partito era il giornale Liberalul. Il congresso elesse alla presidenza Radu Câmpeanu, mentre Ionel V. Săndulescu fu indicato come primo vicepresidente.

### Opposizione al Fronte di Salvezza Nazionale
Nonostante dichiarazioni contrastanti, nel febbraio 1990 l'organo di governo del CFSN di Ion Iliescu si trasformò in un partito politico, il Fronte di Salvezza Nazionale (FSN), grande gruppo politico che dominò la presenza nelle istituzioni e i mezzi di informazione nel primo periodo di transizione alla democrazia. A causa di tale mossa, il PNL e il PNȚCD di Corneliu Coposu accusarono la maggioranza di governo di voler ricostituire il partito unico e di mettere in pericolo il futuro della democrazia nel paese. La scelta del FSN creò problemi, oltre che di ordine politico, anche sul piano dell'ordine pubblico. In gennaio e febbraio i gruppi di opposizione, che lamentavano la mancanza di pluralità politica, organizzarono dure proteste contro il FSN e la continuità della sua classe dirigente, ritenuta invariata rispetto a quella del regime. Per reprimere le manifestazioni e ristabilire l'ordine, Iliescu fece appello al senso di responsabilità della popolazione in difesa della democrazia appena conquistata, chiamando all'intervento nella capitale i minatori della valle del Jiu, che dispersero i manifestanti con la violenza e devastarono le sedi di PNL e PNȚCD. Apparve, quindi, il fenomeno delle mineriade, termine generico che faceva riferimento alle violenze perpetrate dai minatori ai danni della popolazione civile, spesso su sprone delle autorità statali.
Il 10 febbraio 1990 venne emanato il decreto legge per la ridefinizione del CFSN in Consiglio provvisorio di unione nazionale (CPUN), piattaforma che ricalcava l'organizzazione del CFSN, ma che includeva anche i rappresentanti degli altri partiti. L'obiettivo principale era traghettare il paese fino a nuove libere elezioni (indette per il maggio 1990), varando altresì la relativa legge elettorale. Iliescu mantenne la presidenza, mentre la vicepresidenza venne assegnata ai rappresentanti delle altre forze politiche, tra i quali Radu Câmpeanu. La maggioranza del CPUN, in ogni caso, era costituita da elementi facenti capo al FSN, che rivestiva una posizione dominante nelle istituzioni, nella stampa e nella televisione di stato. Il PNL partecipò al CPUN con tre membri: Radu Câmpeanu, Ionel V. Săndulescu e Dan Amedeo Lăzărescu.
Una più ampia protesta appoggiata dall'opposizione, iniziata in aprile e che prese il nome di golaniada, fu brutalmente repressa dai minatori convocati a Bucarest da Iliescu nel giugno del 1990, in quella che passò alla storia come terza mineriada, evento che ebbe risonanza internazionale e fu criticato dalla stampa e dai governi di tutto il mondo.

### Elezioni del 1990

Percentuali di voto per Radu Câmpeanu divise per distretto in occasione delle elezioni presidenziali in Romania del 1990.

Il Partito Nazionale Liberale lanciò il proprio programma per le elezioni parlamentari e presidenziali del maggio 1990 promettendo riforme radicali sul piano economico, una politica basata su ampie privatizzazioni, investimenti esteri, il rafforzamento del diritto alla proprietà privata e garanzie istituzionali sui diritti civili e politici. Il PNL si richiamò esplicitamente al periodo della Romania liberale e accusò il FSN di rappresentare il continuatore dell'ideologia comunista. Nonostante il messaggio del partito attraesse una parte dell'intellighenzia urbana e studentesca, la mancanza di una leadership forte nel PNL, lo strapotere mediatico ed istituzionale del FSN e il contesto politico non permisero il successo delle iniziative dei liberali. Larga parte della società, infatti, reduce da decenni di propaganda comunista, non desiderava discostarsi eccessivamente dal modello socialista, elemento che collocava le proposte del PNL su un piano idealistico difficilmente realizzabile nell'immediato futuro.
Il 9 aprile, prima delle elezioni, PNL, PNȚCD e PSDR firmarono una dichiarazione comune che prevedeva la collaborazione e il sostegno reciproco tra le tre forze politiche, ma questa non trovò mai applicazione. La candidatura di Câmpeanu alla presidenza della repubblica, quindi, non mise in dubbio il successo di Ion Iliescu, che il 20 maggio trionfò già al primo turno con l'85% delle preferenze, mentre l'esponente liberale ottenne il 10%. Alle legislative il FSN conquistò la maggioranza assoluta con il 66%, contro il 7% del PNL, percentuale di voto che gli valse 29 deputati e 10 senatori, numeri che consentivano al partito di condurre solo una timida opposizione insieme agli altri partiti storici.
Subito dopo le elezioni emerse nel PNL un contrasto tra la vecchia e la nuova generazione, con i secondi che accusarono i primi di aver gestito in maniera fallimentare la preparazione alla tornata elettorale e di rimanere ancorati ad una versione non attuale del liberalismo. Nel luglio 1990, quindi, si produsse una scissione che condusse alla nascita del Partito Nazionale Liberale-Ala Giovanile (Partidul Național Liberal-Aripa Tânără, PNL-AT), condotta da Dinu Patriciu. Nell'ottobre dello stesso anno il PNL assorbì il minuscolo Partito Socialista Liberale di Niculae Cerveni, che fu nominato nuovo vicepresidente.
La comune diffidenza nei confronti di Iliescu e il ruolo marginale riservato agli altri partiti in seno alle istituzioni, spinsero le opposizioni ad organizzarsi intorno ad un'alleanza politica definita Convenzione nazionale per l'instaurazione della democrazia (Convenția Națională pentru Instaurarea Democrației, CNID) sotto la guida del leader del PNȚCD Corneliu Coposu. Il 15 dicembre 1990 PNȚCD, PNL, PSDR, Unione Democratica Magiara di Romania (UDMR) e Partito Ecologista Romeno (PER) siglarono il protocollo di creazione del CNID, mentre in un secondo momento anche il Partito Alleanza Civica (PAC) fece il proprio ingresso nel gruppo. Gli obiettivi principali del nuovo organismo, come da programma, erano «l'instaurazione di una società profondamente democratica, la promozione del vero in tutti i campi della vita pubblica, l'instaurazione di un clima di comprensione, tolleranza, armonia sociale e patriottismo autentico».
Nel luglio 1991 nel quadro del forum delle idee liberali (Forumul Ideilor Liberale) il PNL predispose un nuovo programma politico che prevedeva diverse riforme sul piano economico, politico e sociale. In ottobre il partito presentò la propria candidatura per l'ingresso nell'Internazionale Liberale.

### Nel governo Stolojan e nella Convenzione Democratica Romena
Nell'autunno 1991 la quarta mineriada costrinse il primo ministro Petre Roman a rassegnare le dimissioni. Al suo posto fu indicato l'economista Theodor Stolojan, che invitò a partecipare al suo governo anche altre forze politiche oltre al FSN. Mentre il PNȚCD mantenne una posizione più intransigente, il PNL accettò la collaborazione con il FSN ed entrò nell'esecutivo con due ministri: George Danielescu (economia) e Mircea Ionescu-Quintus (giustizia), più i ministri aggiunti all'istruzione Emil Tocaci e agli esteri Ionel V. Săndulescu. Secondo Câmpeanu la presenza del PNL nel governo avrebbe consentito al partito di godere di una maggiore visibilità, che avrebbe comportato maggiori possibilità per la crescita del sostegno da parte della popolazione alla politica liberale e favorito la diffusione delle idee legate alla democrazia propugnate dal gruppo.
La posizione del PNL nei confronti del partito di Iliescu e Roman, tuttavia, fu ambivalente. Pur partecipando al governo, insieme a PNȚCD e UDMR fu tra le forze che si opposero all'introduzione della nuova costituzione, visti i grandi poteri concessi al presidente della repubblica dalla nuova carta e, in occasione del referendum per la sua approvazione, invitò i cittadini all'astensione. Contestualmente, nel novembre 1991, fu tra i partiti fondatori della Convenzione Democratica Romena (CDR), ampia coalizione di centro-destra che succedeva al CNID e che si proponeva di contendere la guida del paese al partito di Iliescu.
Il PNL prese parte alle elezioni amministrative locali del febbraio 1992, le prime dell'era democratica, nel quadro della CDR, riuscendo a scardinare il dominio assoluto del centro-sinistra. Oltre ai successi nell'ambito della CDR, il partito conquistò individualmente 30 consiglieri di distretto, 576 consiglieri locali e 14 poltrone di sindaco. A Bucarest il nuovo primo cittadino divenne il membro del PNL Crin Halaicu, che sconfisse al ballottaggio il candidato del FSN Cazimir Ionescu.
L'11 aprile 1992, tuttavia, Câmpeanu prese la decisione di abbandonare la CDR per ragioni politiche, causando un duro colpo all'alleanza. Una parte del partito intorno a Niculae Cerveni, assolutamente contraria alla scelta, annunciò una nuova scissione che portò alla fondazione del Partito Nazionale Liberale-Convenzione Democratica (Partidul Național Liberal-Convenția Democratică, PNL-CD), formazione che rimase nell'alleanza guidata dal PNȚCD. Nel giugno del 1992 il PNL assorbì un piccolo gruppo fuoriuscito dal PNȚCD, il Partito Contadino Progressista (Partidul Țărănist Progresist, PȚP).

### Elezioni generali del 1992
Malgrado i discreti successi delle elezioni amministrative, la scelta di uscire dalla CDR e la scissione del PNL-CD lasciarono il gruppo di Câmpeanu in uno stato di isolamento in vista delle elezioni in programma nel settembre del 1992. Il leader del PNL provò persino a proporre la candidatura del re Michele I alla presidenza della repubblica, scelta accompagnata da aspre critiche dell'opinione pubblica e infine abbandonata. Il partito, quindi, non riuscì a presentare nessun nome per la presidenza, mentre la maggior parte dei consensi dell'elettorato di centro-destra andò al PNȚCD e alla CDR. Alle parlamentari i risultati per il PNL furono impietosi: ottenendo solo il 2,60% non raggiunse la soglia di sbarramento e rimase fuori dal parlamento.
La sconfitta aprì una crisi immediata, che spinse una parte dei militanti, guidata da Valeriu Stoica, Radu Stroe e Constantin Bălăceanu-Stolnici, a costituire il cosiddetto Gruppo di riforma morale e politica (Grupul de Reformă Morală și Politică), che chiedeva un cambio al vertice del partito. Il 2 dicembre 1992, tuttavia, ne fu decretata l'espulsione dal PNL. Il gruppo, quindi, si unì al PNL-AT e ad una fazione del PNL-CD, dando vita al Partito Liberale 1993 (Partidul Liberal 1993, PL93). Nel pieno delle tensioni un nuovo congresso fu indetto per il febbraio 1993.

## La presidenza Ionescu-Quintus

### Conflitto tra Ionescu-Quintus e Câmpeanu

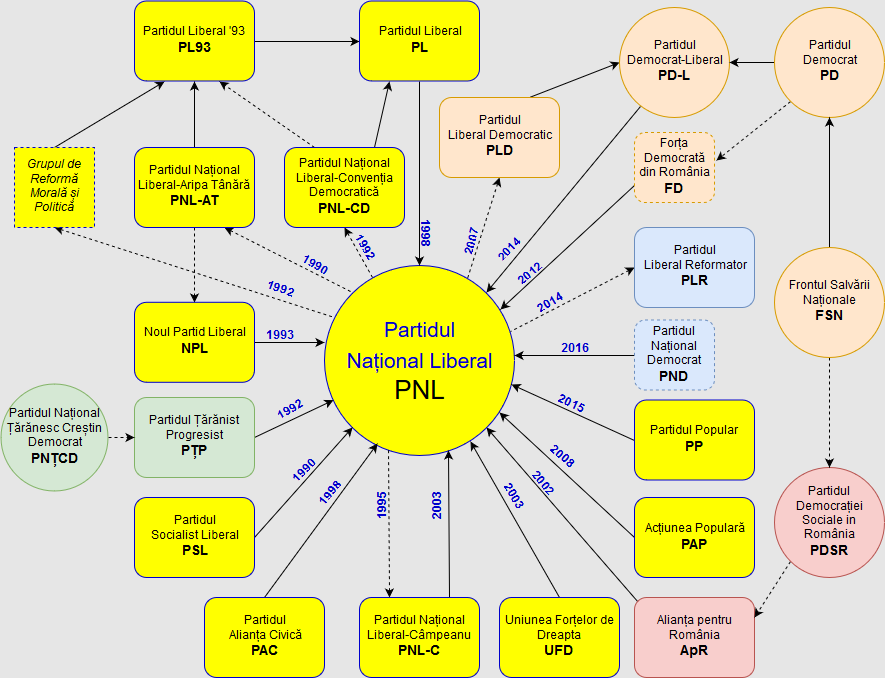
Diagramma di evoluzione delle componenti del Partito Nazionale Liberale dal 1990 al 2016. Le linee tratteggiate rappresentano le scissioni, le linee piene rappresentano le fusioni.

Il congresso di Brașov del 25-26 febbraio 1993 ratificò la fusione con il Nuovo Partito Liberale (Noul Partid Liberal, NPL) e deliberò il cambio alla presidenza auspicato da molti membri, nonché dal cosiddetto Consiglio per la ricostruzione del PNL (Consiliul pentru Refacerea PNL). Mircea Ionescu-Quintus sconfisse al secondo turno di scrutinio Câmpeanu che, però, contestò il risultato dell'elezione, facendo seguire un periodo di instabilità nel partito. Al momento della nomina il nuovo presidente dichiarò che il suo principale obiettivo era quello di riunire sotto l'insegna del PNL tutti i partiti di ideologia liberale presenti in Romania e di far rientrare tutte le correnti scissioniste che erano comparse negli anni precedenti.
Il conflitto sulla leadership tra Ionescu-Quintus e Câmpeanu, tuttavia, portò a tensioni crescenti e alla nascita di ulteriori fazioni interne. Per venire a capo della situazione, nel dicembre 1993 Ionescu-Quintus si appellò all'ufficio permanente del partito, che decise di espellere Câmpeanu per non aver rispettato le decisioni del congresso di febbraio. Câmpeanu, quindi, convocò un congresso straordinario al fine di farsi eleggere unico legittimo presidente. Lo scontro tra le due ali del PNL portò il 5 febbraio 1994 alla celebrazione di due congressi separati. In uno Câmpeanu ottenne la nomina a presidente della formazione liberale, nell'altro le alte sfere del PNL dichiararono illegittimo l'atto del congresso organizzato dal rivale. Le dispute vennero risolte solamente il 21 ottobre 1994, quando una sentenza del tribunale di Bucarest dichiarò l'ala di Ionescu-Quintus come quella legittima a livello legale. Nel maggio 1995, perciò, Câmpeanu fondò una nuova formazione politica insieme ai suoi fedeli, il Partito Nazionale Liberale-Câmpeanu (PNL-C).
Nello stesso periodo lo sfaldamento della Convenzione Democratica Romena, con le defezioni di PAC e PL93, modificò lo scenario politico, spingendo molti parlamentari provenienti da queste formazioni ad entrare nel PNL. Nel 1995 si iscrissero alla formazione liberale Mona Muscă, Alexandru Paleologu, Șerban Rădulescu-Zoner, Crin Antonescu e Stelian Tănase.

### Elezioni del 1996 e governi nella CDR
Per riuscire nei propri obiettivi e riportare il partito in parlamento, nel dicembre 1995 Ionescu-Quintus decise di legarsi nuovamente alla Convenzione Democratica Romena al fianco di PNȚCD, PNL-CD, PER, PAR e FER, per rafforzare il fronte di centro-destra. Dopo quattro anni all'opposizione, infatti, la CDR cercava nuovamente di contendere la supremazia al Partito della Democrazia Sociale di Romania (PDSR) di Iliescu.
Le elezioni amministrative dell'estate 1996 segnarono un'ulteriore crescita della CDR, che fu il secondo partito alle spalle del PDSR ed ottenne la guida della maggior parte dei grossi centri urbani. Tra le maggiori città, grazie al sostegno della CDR, il PNL ottenne i titoli di sindaco a Brașov (Ioan Ghișe) e Ploiești (Horia-Victor Toma).
L'8 agosto 1996 fu siglato un accordo tra i partiti componenti la CDR per il sostegno alla candidatura alla presidenza della repubblica di Emil Constantinescu. Alle elezioni parlamentari del 3 novembre la CDR riuscì nella storica impresa di superare il PDSR e diventare il primo partito del paese, ottenendo il 30% delle preferenze. Per la prima volta dopo 50 anni, quindi, un partito liberale tornò alla guida della Romania. Mentre la forza più rappresentata rimase comunque il PNȚCD, il PNL ottenne 25 deputati e 16 senatori.
Al primo turno delle presidenziali Constantinescu finì al secondo posto, ma al ballottaggio sorpassò Iliescu di diversi punti percentuali. Il 7 novembre, tra primo e secondo turno, infatti, Constantinescu siglò un accordo con l'ex primo ministro Petre Roman (leader del Partito Democratico e della coalizione dell'Unione Social Democratica, USD), che gli garantì il sostegno del proprio partito in cambio di cinque ministeri in un eventuale nuovo governo di coalizione. All'alleanza si aggiunsero anche i regionalisti filoungheresi dell'UDMR. Tramite l'accordo le nuove forze di governo si impegnavano a portare a termine le privatizzazioni, le riforme economiche e la costruzione di una Romania sul modello occidentale. Nel nuovo governo Ciorbea il PNL ottenne cinque ministeri.
Nonostante gli entusiasmi, la stabilità del governo fu presto compromessa da debilitanti lotte interne alla coalizione. Le differenze e le ideologie di partito emersero con violenza già nell'estate 1997, quando Petre Roman invocò una revisione del processo di riforma e diede il via ad un duro ostruzionismo nei confronti del premier Victor Ciorbea. Contestualmente l'UDMR si concentrò sulla creazione di una legge che regolamentasse l'istruzione in lingua ungherese che, però, fu avversata pesantemente da una parte del PNL. La legislatura fu di fatto bloccata e rallentata da continui contrasti tra la CDR e l'USD, che rifiutò i termini di numerose leggi. Nel marzo 1998 le dimissioni di Ciorbea portarono alla nascita di un nuovo governo presieduto da Radu Vasile che, però, resistette solamente fino al dicembre 1999. Il suo successore fu l'indipendente Mugur Isărescu. Il PNL ottenne la guida di tre ministeri tanto nel governo Vasile quanto nel governo Isărescu. Nel 2000, al momento dell'insediamento del governo Isărescu, Mircea Ionescu-Quintus ottenne la presidenza del senato, sostituendo Petre Roman, nominato ministro.

### Rafforzamento del PNL
Malgrado le difficoltà del governo, negli anni successivi il PNL mise in atto una strategia di unione del fronte liberale, che consentì una notevole crescita e la conseguente stabilizzazione del partito nello scenario politico romeno. Pochi mesi dopo le elezioni del 1996, nell'aprile 1997 il PNL assorbì un piccolo gruppo fuoriuscito dal PNL-CD costituitosi intorno alla figura del senatore Alexandru Popovici e un mese più tardi, tra il 16 e il 17 maggio 1997, celebrò un nuovo congresso che confermò la presidenza di Ionescu-Quintus (unico candidato alla funzione) ed approvò delle modifiche allo statuto che reintrodussero la figura del primo vicepresidente, ruolo assegnato al ministro della giustizia Valeriu Stoica.
Nel 1997, inoltre, il partito conseguì l'affiliazione al Partito Europeo dei Liberali, Democratici e Riformatori (ELDR).
Nel 1998 furono organizzati due distinti congressi, che ratificarono l'assorbimento di due importanti forze del panorama politico liberale. Il 28 marzo 1998 fu celebrata la fusione con il Partito Alleanza Civica (PAC) di Nicolae Mănolescu, nominato presidente del consiglio nazionale del PNL, mentre il 7 settembre fu la volta del Partito Liberale (formazione che raggruppava ciò che rimaneva di PL93 e PNL-CD), condotto da Dinu Patriciu, personaggio con cui a partire dalla scissione del PNL-AT del 1990 il PNL aveva avuto diversi conflitti.
Nel marzo 1999 il PNL ottenne lo status di membro dell'Internazionale Liberale e nello stesso anno lanciò il «manifesto liberale».

### Rottura della CDR ed elezioni del 2000

Percentuali di voto per Theodor Stolojan divise per distretto in occasione del primo turno delle elezioni presidenziali in Romania del 2000. Il candidato del PNL ottenne percentuali superiori al 20% solo nel distretto di Sibiu.

Visto il declino della Convenzione Democratica Romena e la scarsa incisività del governo sostenuto dalla coalizione, in seguito a lunghe trattative con il PNȚCD sulla modifica dello statuto della CDR e sulle condizioni di partecipazione alle future elezioni, il PNL prese la decisione di abbandonare l'alleanza, segnando de facto il disfacimento della coalizione. Il PNL prese parte individualmente alle amministrative del giugno 2000, ottenendo 251 sindaci (8,5%), 160 consiglieri di distretto (9,31%) e 3.978 consiglieri locali (10,02%), numeri superiori rispetto a quelli conseguiti dalla CDR.
La dirigenza, quindi, preparò il terreno per le elezioni generali dell'autunno. In estate il partito dell'Alleanza per la Romania (ApR), formazione scissasi dal PDSR di Iliescu, cercò un'intesa con il PNL per la nascita di una coalizione di centro-destra a sostegno di un unico nome per la presidenza della repubblica. I termini posti da ApR, che proponeva il proprio leader Teodor Meleșcanu come candidato, tuttavia, non convinsero il PNL, che preferì convergere su un candidato interno e rifiutò l'alleanza. La possibilità di un avvicinamento ad ApR, ad ogni modo, fu frutto di malumori tra diversi membri del partito, che temevano di veder crescere la forza ideologica del gruppo di Meleșcanu nel PNL, a discapito di una più decisa condotta di stampo liberale. L'influenza in seno alla dirigenza del PNL del pensiero dell'Iniziativa Social Liberale, organizzazione formata principalmente da intellettuali di sinistra, infatti, fu segno dell'avanzamento di una corrente interna più aperta ad accogliere personalità meno sensibili al liberalismo intransigente. Parimenti non fu possibile trovare alcun accordo con il PNȚCD, che ricostituì la CDR insieme ad altre forze minori. Il congresso straordinario dell'agosto 2000 stabilì la candidatura alla presidenza della repubblica di Theodor Stolojan e assegnò a Valeriu Stoica il compito di coordinarne la campagna elettorale.
Il fronte di centro-destra si presentò frammentato, elemento che condusse alla ripresa del PDSR e all'apparizione del fenomeno ultranazionalista del Partito Grande Romania (PRM). Al primo turno delle presidenziali Stolojan conseguì quasi il 12%, arrivando al terzo posto, senza la possibilità di partecipare al ballottaggio che coinvolse Ion Iliescu (PDSR) e Corneliu Vadim Tudor (PRM). Il timore della vittoria degli estremisti mise in allarme le forze del centro-destra moderato, tra le quali il PNL, che al ballottaggio del 10 dicembre 2000 sostenne apertamente il candidato socialdemocratico. Grazie al sostegno trasversale di diverse forze politiche Iliescu riuscì a riconquistare la presidenza della repubblica.
Alle elezioni parlamentari il PNL ottenne circa il 7%, che assicurò 30 deputati e 13 senatori. Il primo ministro designato, il socialdemocratico Adrian Năstase, che non godeva della maggioranza assoluta per ottenere l'investitura e garantire la sopravvivenza del governo, fu costretto a richiedere l'appoggio parlamentare di Partito Nazionale Liberale e Unione Democratica Magiara di Romania. Sulla base di interessi comuni, quali lo sviluppo economico della Romania, l'integrazione euro-atlantica del paese e una riforma costituzionale che chiarisse i compiti delle due camere, il 27 dicembre fu firmato un protocollo di intesa tra il partito di governo e le altre due formazioni. Le politiche portate avanti da Năstase, tuttavia, non convinsero il PNL, che il 18 aprile 2001 decise di stracciare l'accordo e passare pienamente all'opposizione.

## La presidenza Stoica

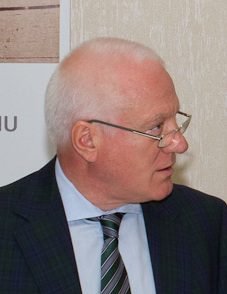
Valeriu Stoica

Il primo congresso successivo alle elezioni si tenne il 17 febbraio 2001. In tale occasione, all'età di 83 anni, Mircea Ionescu-Quintus annunciò il proprio ritiro dalla guida del partito. Per sostituirlo proposero la propria candidatura Călin Popescu-Tăriceanu, Crin Antonescu e Valeriu Stoica, con quest'ultimo che uscì vincitore. Stoica annunciò tra le priorità del partito quella di mettere pressione al governo per la realizzazione della riforma costituzionale, ritenuto un punto imprescindibile per l'accesso della Romania all'Unione Europea. Tra le altre nomine, Stolojan ricevette quella a presidente del consiglio nazionale, mentre per Ionescu-Quintus fu appositamente creato il titolo di presidente onorario, che mantenne fino alla morte, avvenuta nel 2017. Il congresso, inoltre, introdusse una modifica allo statuto che garantiva diritto di veto sulle liste elettorali alle filiali locali del partito.
Il 19 gennaio 2002 fu organizzato un nuovo congresso straordinario, che ratificò l'assorbimento di ApR, partito reduce dalla disfatta elettorale del 2000 e in cerca di un orientamento ideologico affine al centro-destra liberale. In seguito alla fusione, i leader di ApR Teodor Meleșcanu e Viorel Cataramă vennero nominati rispettivamente primo vicepresidente e vicepresidente del PNL.
Nonostante l'ampliamento del PNL, la figura del nuovo presidente attrasse le antipatie di una parte dei membri, che vedevano messo in pericolo il mantenimento di una linea politica nettamente liberale. Un'opposizione ritenuta poco incisiva e il calo di popolarità del partito nei sondaggi, spinsero diversi membri, tra i quali Dinu Patriciu, Ludovic Orban, Crin Antonescu e Dinu Zamfirescu, a criticare duramente la dirigenza. Per risolvere la crisi interna, l'11 luglio 2002 Stoica annunciò la sua rinuncia alla presidenza e l'indizione di un congresso straordinario per il mese successivo.

## La presidenza Stolojan

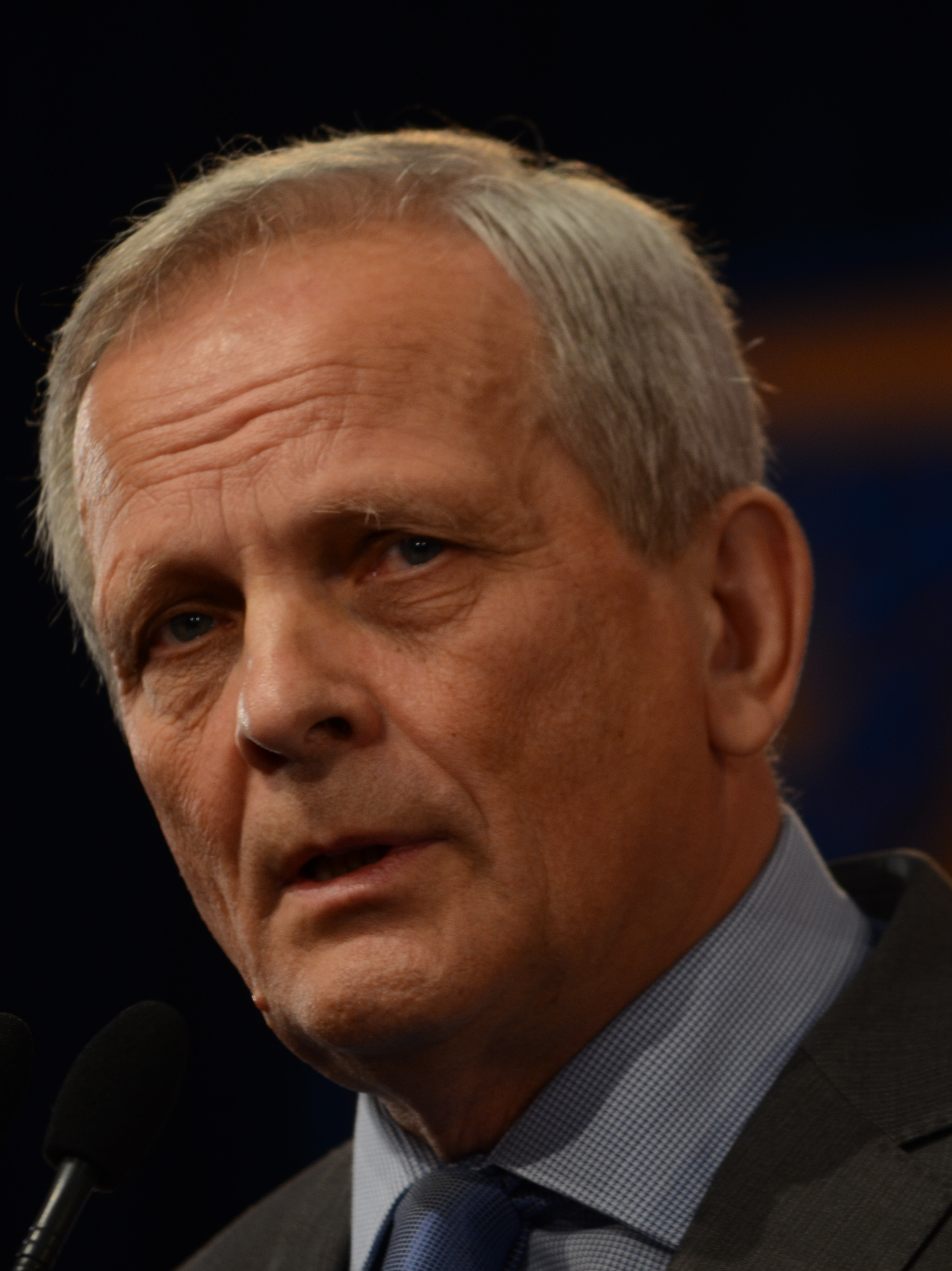
Theodor Stolojan

Sostenuto apertamente da Stoica, che invitò direttamente i delegati del PNL accorsi a Bucarest a votare per lui, Theodor Stolojan fu il vincitore del congresso del 24-25 agosto 2002, sconfiggendo con un ampio scarto (944 contro 193 voti) l'avversario Ludovic Orban, che rappresentava un'ala facente capo a Dinu Patriciu, che era interessato ad un cambio più profondo delle politiche del partito. Il congresso adottò un nuovo statuto e un nuovo programma politico, che poneva l'accento sulla coesione del PNL e sulla sua efficienza. L'obiettivo di Stolojan, infatti, era quello di rendere il partito «un'alternativa di destra credibile rispetto alla sinistra socialdemocratica».
Intenzionato a rafforzare il ruolo del centro-destra grazie ad una visione più pragmatica e meno legata all'eredità ideologica del partito, Stolojan favorì l'avvicinamento al Partito Democratico di Traian Băsescu, con cui il PNL condivideva l'opposizione al governo del Partito Social Democratico (PSD) di Adrian Năstase. Il 6 e l'11 febbraio 2003 i gruppi parlamentari dei due partiti alla camera e al senato firmarono dei protocolli di collaborazione, mentre furono avviati dei negoziati per la creazione di un'alleanza elettorale per il 2004.
Nello stesso periodo il partito continuò ad integrare altri gruppi politici e a rafforzare i rapporti con il Partito Europeo dei Liberali, Democratici e Riformatori, che premeva per l'allargamento dell'Unione Europea e per la creazione di partenariati con i paesi dell'Europa dell'est. A tal riguardo nel 2003 Călin Popescu Tăriceanu fu eletto vicepresidente dell'ELDR. Il 18 aprile 2003 fu celebrata la fusione con l'Unione delle Forze di Destra (Uniunea Forțelor de Dreapta, UFD), mentre il 27 settembre 2003 rientrò nel PNL persino l'ala di Radu Câmpeanu, il PNL-C, evento che segnò la ricomposizione in un unico partito di tutte le correnti scissioniste del PNL sorte negli anni novanta. In tale occasione Câmpeanu ottenne il titolo di presidente fondatore del PNL. Un ulteriore successo del congresso del 27 settembre fu la firma dell'accordo sulla nascita dell'alleanza tra PNL e PD, che prese il nome di Alleanza Giustizia e Verità (Alianța Dreptate și Adevăr, DA). Nella stessa giornata le due formazioni celebrarono un congresso congiunto e presentarono il proprio programma politico, che si rivolgeva «ai rumeni scontenti e delusi della corruzione della Romania» e che tra i punti prevedeva il consolidamento dello stato di diritto, il rispetto della proprietà privata, la realizzazione di un'economia di mercato funzionale, lo stimolo all'integrazione europea ed euratlantica.
Il primo test elettorale per DA furono le elezioni amministrative dell'estate del 2004, che segnarono un sostanziale pareggio tra la coalizione di centro-destra e il PSD, con entrambi gli schieramenti che arrivarono su percentuali intorno al 30%. Il PNL presentò candidature congiunte con il PD solamente nelle circoscrizioni di Bucarest e Cluj. Il PSD in ogni caso ottenne la maggioranza dei sindaci, mentre a Bucarest il rappresentante di Giustizia e Verità Traian Băsescu ottenne la riconferma. Al PNL andarono 443 sindaci (tra i quali tre dei sei settori di Bucarest), 281 consiglieri di distretto, 7.037 consiglieri locali e la presidenza di sei distretti, tra i quali quelli di Brașov (Aristotel Căncescu) e Cluj (Marius Nicoara).

## La presidenza Tăriceanu

### Elezioni del 2004

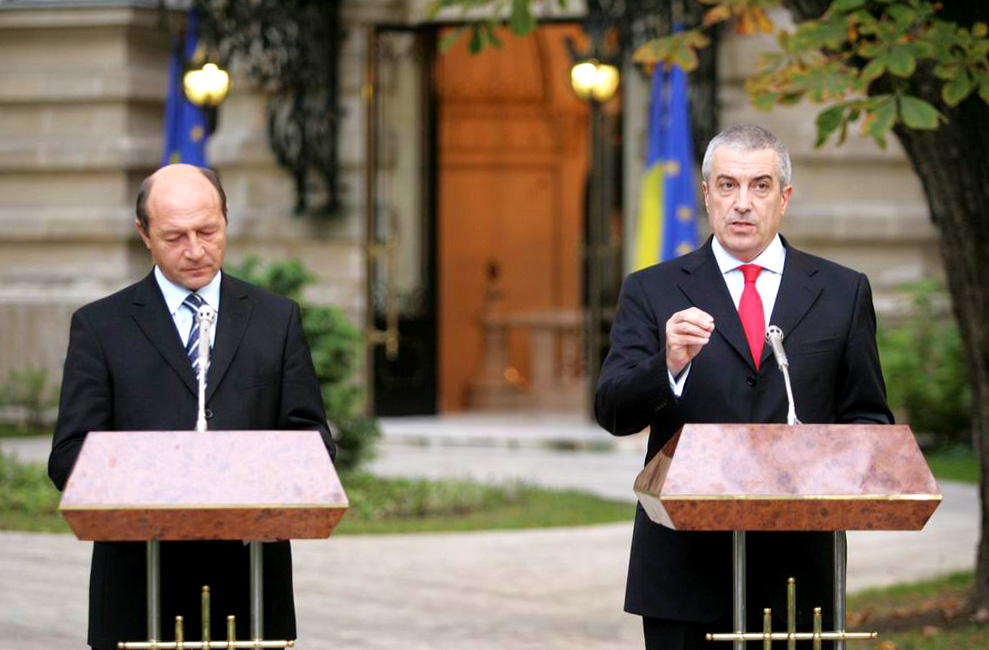
Traian Băsescu e Călin Popescu Tăriceanu

Nel pieno della campagna elettorale per le elezioni generali, il 2 ottobre 2004 Theodor Stolojan, leader proposto dalla coalizione per la presidenza della repubblica, annunciò il proprio ritiro dalla corsa elettorale e dalla guida del PNL, giustificando la scelta con gravi problemi di salute. Mentre da una parte lasciò il teste a Traian Băsescu, che divenne il nuovo candidato di DA alla presidenza del paese, il PNL indicò Călin Popescu Tăriceanu come presidente ad interim del partito.
Il voto per le legislative del 28 novembre 2004 vide un lieve vantaggio per il PSD rispetto a DA, senza la possibilità per nessuna delle due forze di costruire una maggioranza, mentre il primo turno per le presidenziali confermò la superiorità di Năstase sul candidato del centro-destra Traian Băsescu (41% contro 34%). Al ballottaggio del 12 dicembre, tuttavia, il rappresentante di DA riuscì a sorpresa a ribaltare i sondaggi e ad ottenere il 51,23% delle preferenze. La stampa internazionale interpretò la vittoria come un segnale della volontà della Romania urbana e liberale di appoggiare il programma europeista proposto dal nuovo presidente, che prometteva di riformare il sistema giudiziario e liberare le istituzioni delle interferenze politiche dell'era di governo del centro-sinistra. La vittoria di Băsescu aprì le porte anche per la costituzione del nuovo governo. In dicembre il Partito Umanista Rumeno (PUR) abbandonò l'alleanza con il PSD e siglò un patto con DA e UDMR per la creazione di un nuovo esecutivo di centro-destra con a capo Călin Popescu Tăriceanu. Il 29 dicembre nacque il governo Tăriceanu I.
Ottenuta la guida del governo, il 4 febbraio 2005 fu celebrato il congresso del PNL che confermò la presidenza di Tăriceanu (1.110 a favore, 161 contrari), unico candidato alla funzione, che presentò ai delegati del partito la mozione «I liberali per la Romania» (Liberalii pentru România). Su sprone del Partito Democratico, inoltre, iniziò in seno al partito un dibattito interno sulla necessità di una fusione tra PNL e PD per la nascita di un unico ampio fronte riformista di centro-destra. Pur incontrando il sostegno di un'area vicina a Stoica, le alte sfere del partito liberale, tuttavia, si mostrarono poco entusiaste a causa dei timori di veder sparire l'identità del PNL e di lasciare l'ELDR e rimandarono la questione.
Sebbene in apertura di legislatura la presidenza di entrambe le camere fosse andata a rappresentanti dell'opposizione, dopo le dimissioni di Adrian Năstase, nel marzo del 2006 l'ex ministro per i rapporti con il parlamento Bogdan Olteanu garantì al PNL la presidenza della camera dei deputati.

### Il governo Tăriceanu
L'amministrazione Tăriceanu, seppur scossa da diversi scandali che colpirono i suoi ministri, dal ritiro del sostegno della maggioranza parlamentare e da continui contrasti con la presidenza della repubblica, riuscì a completare l'intero mandato fino al 2008. Il primo ministro attuò immediatamente delle forme di rilassamento fiscale, tra le quali l'introduzione della flat tax al 16%, la riduzione dei contributi sociali per i redditi da lavoro e la semplificazione di una parte della legislazione fiscale, che favorì la crescita degli investimenti esteri. Il governo conseguì discreti successi anche nella privatizzazione delle aziende di stato. Il 1º gennaio 2007 la Romania, inoltre, entrò a far parte dell'Unione Europea, grazie agli accordi formalizzati dal precedente governo, con ricadute positive sull'economia.
Nel corso dei quattro anni di mandato il PIL registrò costantemente una crescita compresa tra il 4,2% e l'8,5%. Con il supporto parlamentare del PSD, dal 2007 fu realizzata la maggiorazione delle pensioni e dei salari dei dipendenti pubblici, oltre al varo di grandi piani di assunzione, che portarono il numero dei dipendenti pubblici a 1,4 milioni di persone. Tali misure, tuttavia, furono realizzate in una situazione di deficit pubblico, che peggiorò le condizioni economiche a lungo termine, specialmente dopo l'arrivo della crisi che colpì tutta l'Europa.
Tra gli scandali maggiori vi fu il sostegno riconosciuto nei confronti di Dinu Patriciu nell'ambito dell'inchiesta "Rompetrol" da parte del primo ministro, che avrebbe provato a condizionare il ministro della giustizia Monica Macovei e il presidente Băsescu per ottenere informazioni sulle indagini e influenzare i procuratori, accuse che misero a rischio la stessa stabilità del gabinetto presieduto dal premier Tăriceanu.

### Scissione del Partito Liberale Democratico
Le tensioni interne al partito tra la fazione favorevole alla fusione con il PD e quella contraria esplosero nell'ottobre 2006, quando fu ratificata l'espulsione di un'ala costituitasi intorno a Theodor Stolojan e Valeriu Stoica, accusati di non aver rispettato le decisioni prese dalla dirigenza. Questi formarono un gruppo definito «piattaforma liberale» (Platforma liberală), che reclamava la necessità di strappare il PNL dalle mani di Tăriceanu e Dinu Patriciu e abbracciare l'idea di una fusione con il partito di Băsescu, abbandonare l'affiliazione all'ELDR ed iscriversi al Partito Popolare Europeo (PPE). In segno di protesta verso l'espulsione dei colleghi, nel mese di novembre il senatore Gheorghe Flutur rassegnò le proprie dimissioni da vicepresidente e fu autore di un documento per l'appello all'unità del partito. La richiesta, tuttavia, rimase inascoltata e nel mese di dicembre i fondatori della piattaforma presentarono un nuovo partito politico con a capo Stolojan, il Partito Liberale Democratico, cui aderirono anche altri membri della dirigenza del PNL.
Il gesto fu criticato da Tăriceanu, che accusò Stolojan e Stoica di aver cercato di rompere i meccanismi di democrazia interna del PNL, provando ad imporre una «dittatura della minoranza». Malgrado la perdita di diversi elementi, nel corso del congresso straordinario del 12-13 gennaio 2007, ad ogni modo, Tăriceanu ricevette la riconferma del proprio incarico nel PNL con i voti di 1.194 dei 1.305 delegati del partito.

### La rottura con il Partito Democratico e il governo Tăriceanu II
Subito dopo la formazione del governo, nel gennaio 2005, Băsescu definì «immorale» la partecipazione del PUR all'esecutivo, caldeggiando per elezioni anticipate e prevedendo la possibilità di chiedere le dimissioni di Tăriceanu per conquistare un'eventuale più stabile maggioranza parlamentare. Mentre inizialmente il primo ministro ammise pubblicamente l'idea di abbandonare l'incarico, successivamente rigettò tale eventualità. Da quel momento le relazioni tra il presidente della repubblica e il primo ministro, intenzionato a rimanere in funzione, furono da marcate da frequenti e crescenti nervosismi su ogni aspetto della vita politica, giungendo anche a interferenze sulla composizione della squadra di governo da parte del capo di Stato. I continui scontri nell'aprile 2007 portarono all'esclusione del Partito Democratico dalla coalizione di governo e allo scioglimento dell'alleanza DA. Tăriceanu, che accusò Băsescu di essere stato l'unico responsabile delle tensioni interne alla maggioranza, quindi, formò un instabile governo minoritario con l'UDMR.
Le accuse reciproche tra Tăriceanu e Băsescu di perseguire interessi personali, ebbero il proprio apice nell'orchestrazione di una procedura di impeachment mirata a sospendere il presidente dalle sue funzioni. Nell'aprile 2007, infatti, PNL, PSD e PC (ridenominazione del PUR) votarono a favore della celebrazione di un referendum per la destituzione del presidente, ritenuto colpevole di avere commesso reati contro la costituzione. Il 19 maggio 2007 la popolazione si espresse a favore del presidente, che rientrò nelle proprie funzioni dopo una breve sospensione.
Per la propria sopravvivenza, il governo Tăriceanu II fu costretto a contare sul discontinuo appoggio esterno del PSD. Il leader socialdemocratico Mircea Geoană, infatti, si mostrò disponibile a fornire il proprio sostegno esterno in base alla condotta del governo, riservandosi di valutare singolarmente ogni provvedimento. Dall'aprile 2007 al dicembre 2008 il governo composto da PNL e UDMR riuscì a sopravvivere in netta minoranza grazie al sostegno non dichiarato di diverse frange del PSD, interessate a rafforzare i rapporti con i liberali al fine di ottenere concessioni politiche pur stando all'opposizione come, ad esempio, il progetto riguardante i trattamenti pensionistici. L'intera parte finale di mandato fu caratterizzata da lotte istituzionali con il presidente della repubblica, da continue revoche e dimissioni di ministri, da numerose mozioni di sfiducia e manovre parlamentari proposte dal governo e sostenute dai membri dell'opposizione, che fecero gridare il PD allo scandalo.

### Elezioni del 2007 e del 2008

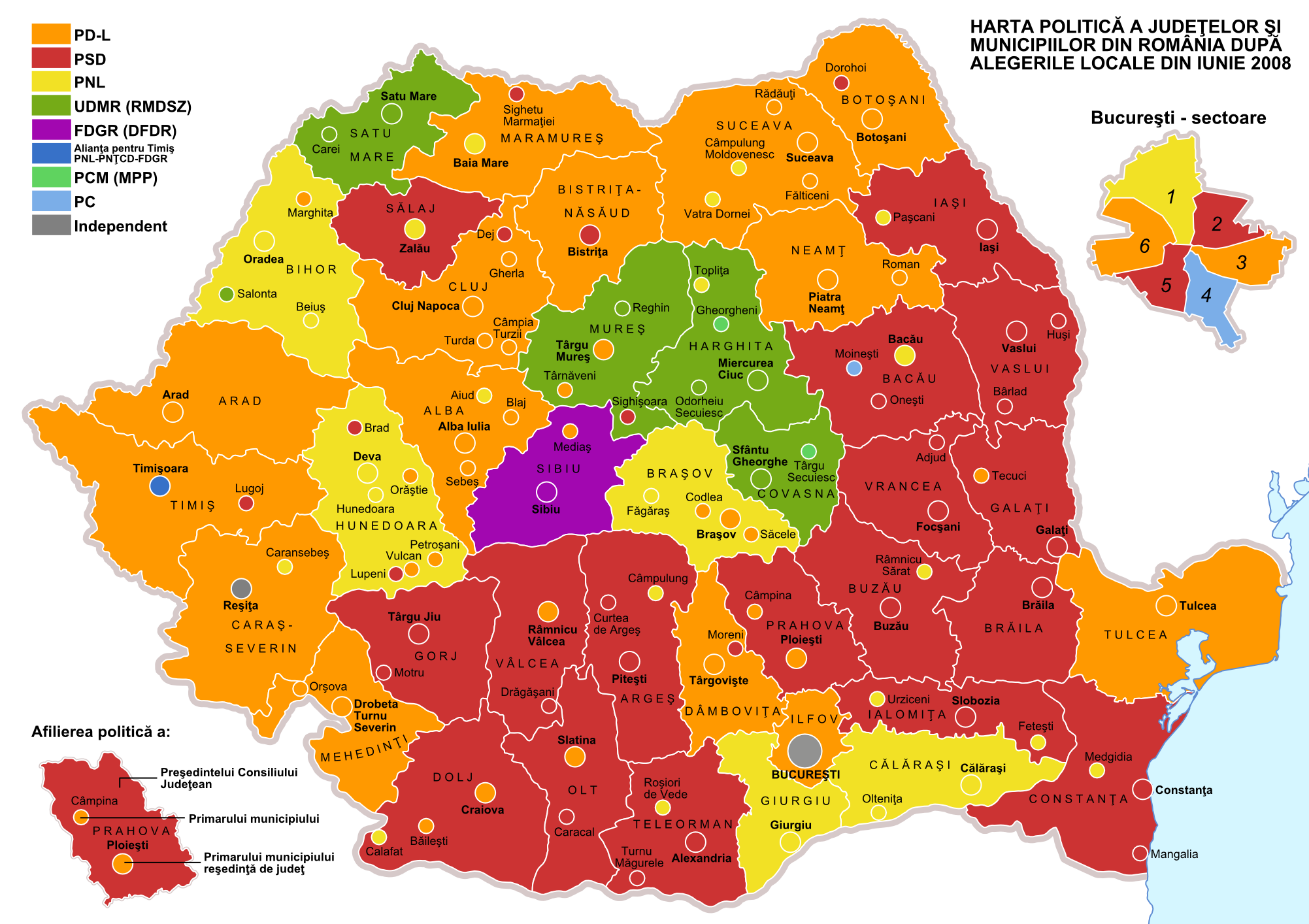
Carta raffigurante l'appartenenza politica dei presidenti di consiglio di distretto e dei sindaci delle principali città della Romania in seguito alle elezioni amministrative del 2008.

Sei mesi dopo il referendum sulla destituzione del presidente, nel novembre 2007, si celebrarono le prime elezioni per il parlamento europeo nella storia della Romania. Queste furono combattute tra il PD e il PSD, mentre il PNL passò in secondo piano, ottenendo solamente il 13,5% e sei seggi; gli eurodeputati eletti nelle liste del PNL si iscrissero al Gruppo dell'Alleanza dei Democratici e dei Liberali per l'Europa. L'altro gruppo liberale, Il PLD di Stolojan, conseguì l'8% e nel mese di dicembre si fuse con il Partito Democratico, dando vita al Partito Democratico-Liberale (PD-L).
Nello stesso giorno del voto europeo gli elettori furono chiamati alle urne anche per esprimersi su un referendum indetto dalla presidenza della repubblica per l'introduzione di un sistema di voto maggioritario uninominale a doppio turno. L'argomento dell'uninominale divenne un nuovo tema di confronto politico tra PNL e PD. Il progetto di Băsescu si opponeva a quello presentato da Tăriceanu, che aveva preparato una più ampia riforma della legge elettorale (poi dichiarata incostituzionale) che prevedeva l'introduzione di un sistema misto a turno unico su cui il governo nell'ottobre 2007 aveva posto e ottenuto la fiducia del parlamento. Il referendum, in ogni caso, non raggiunse il quorum.
Per sovvertire il trend, che vedeva il PNL come terza forza politica del paese, nel corso del congresso del 18 aprile 2008 i 400 delegati del partito approvarono l'assorbimento di Azione Popolare (PAP), formazione di centro-destra fondata e guidata dall'ex presidente della repubblica Emil Constantinescu, di cui facevano parte anche diversi ex membri del PNL, tra i quali Sorin Botez. Numerosi membri di PAP, quindi, furono cooptati nelle strutture dirigenziali del PNL.
Anche alle successive tornate elettorali, nelle quali il PNL concorse al di fuori di alleanze con i due partiti maggiori, tuttavia, il gruppo di Tăriceanu si confermò come terza forza. Alle amministrative dell'estate 2008 ottenne 5 presidenti di distretto (12%), 706 sindaci, 297 consiglieri di distretto (18,64%) e 8.529 consiglieri locali. A Bucarest, il candidato del PNL Ludovic Orban ottenne il 12%. 

Carta raffigurante le preferenze per la camera dei deputati divise per circoscrizione in occasione delle elezioni parlamentari in Romania del 2008.

Carta raffigurante le preferenze per il senato divise per circoscrizione in occasione delle elezioni parlamentari in Romania del 2008.

Il partito, quindi, preparò il terreno per le elezioni parlamentari dell'autunno 2008. In settembre i liberali trovarono un'intesa con l'ex ministro Petre Roman, leader del piccolo partito Forza Democratica di Romania, che si candidò sulle liste del PNL. In tale fase gli obiettivi dichiarati del premier Tăriceanu, che puntava a trasformare la Romania nella settima forza economica d'Europa, furono quelli del consolidamento dello stato di diritto, della modernizzazione del paese, della realizzazione di una riforma costituzionale che favorisse la rappresentazione e la partecipazione dei cittadini, della preparazione del sistema economico e della società all'ingresso nell'area euro, della riforma del sistema educativo, del decentramento e della definizione dell'identità nazionale in rapporto a quella europea.
I risultati delle elezioni del 30 novembre videro un sostanziale pareggio tra le due forze più votate, il PD-L e il PSD, mentre il PNL fu il terzo partito, con il 19% (65 deputati e 28 senatori). Vista l'impossibilità di formare individualmente una maggioranza, il PD-L, che aveva ottenuto un risicato vantaggio, si vide costretto ad intavolare le trattative per la formazione di un'ampia coalizione di governo con altre forze politiche. Tăriceanu rifiutò ogni forma di compromesso sul programma del partito, bloccando a priori qualunque dialogo tanto con il Partito Democratico Liberale, quanto con i socialdemocratici. Nacque, perciò, un governo con a capo Emil Boc, che godette del sostegno di PD-L e PSD, la cui alleanza fu aspramente criticata dal PNL, che si configurava come il maggior partito di opposizione.

## La presidenza Antonescu

### Elezioni del 2009

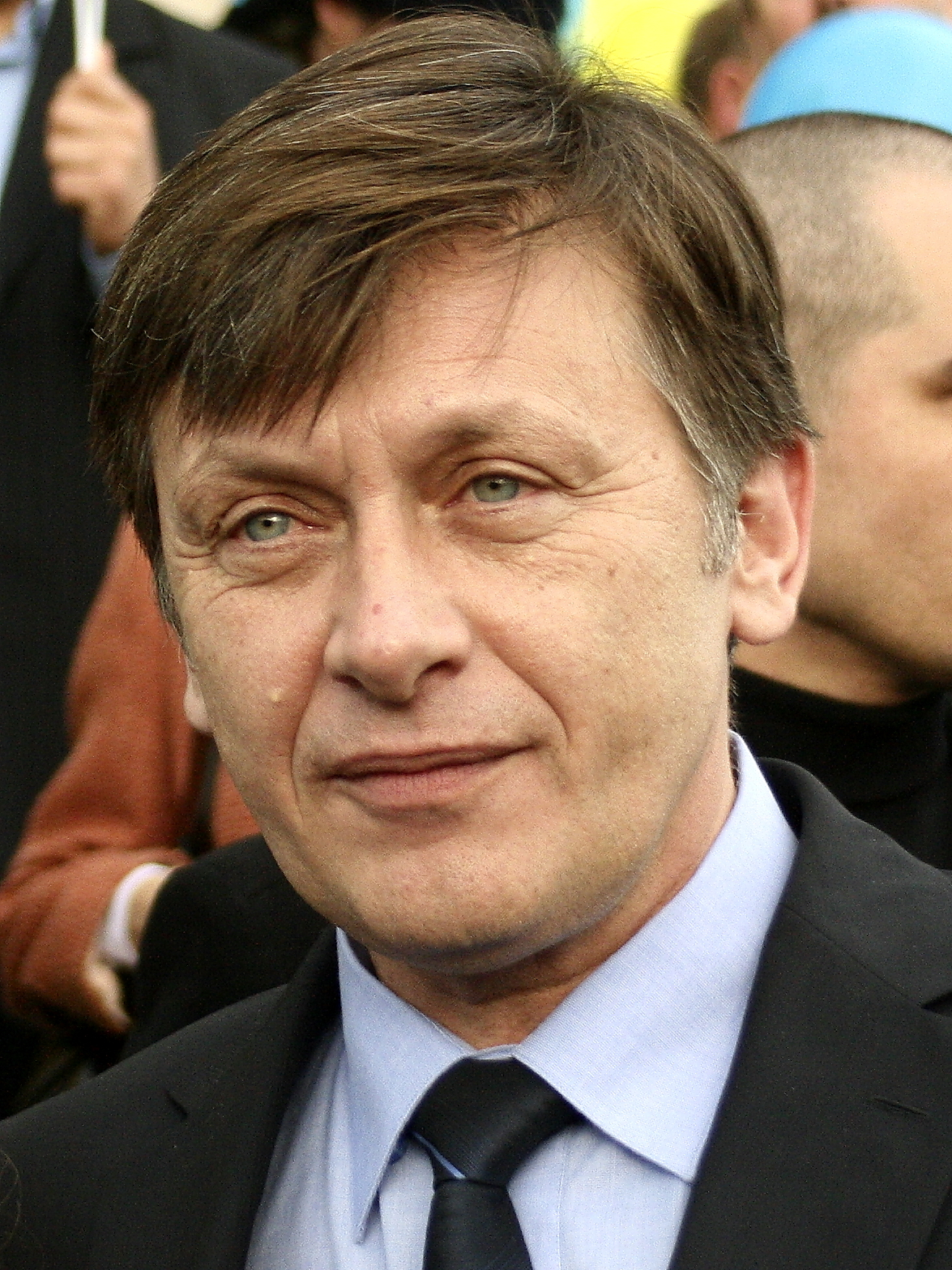
Crin Antonescu

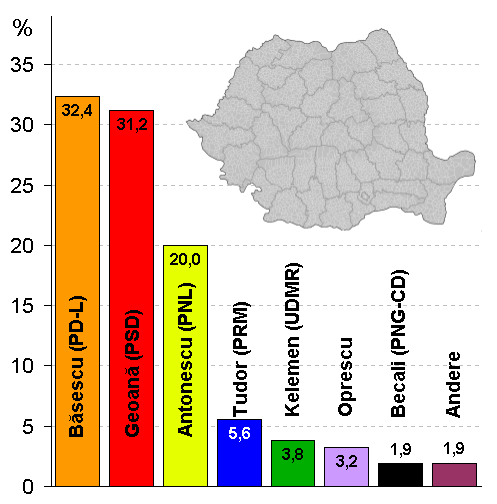
Risultati del primo turno delle elezioni presidenziali in Romania del 2009.

Quattro mesi dopo le elezioni, il 20 marzo 2009, si tenne un congresso straordinario per la nomina del presidente del partito, posizione cui presentarono la propria candidatura Tăriceanu e il senatore Crin Antonescu, considerato da alcuni membri più anziani, come Andrei Chiliman, un personaggio pericolosamente vicino al PSD. Il risultato della votazione premiò Antonescu (873 voti contro 546), che succedette all'avversario e diede il via ad un processo di reorientamento del partito. Allo stesso congresso Ludovic Orban fu nominato primo vicepresidente (con 947 voti contro i 354 dell'avversario Romeo Stavarache).
Nel giugno 2009 il PNL rimase su percentuali intorno al 15% alle elezioni europee, conquistando 5 eurodeputati e confermandosi ancora una volta alle spalle di PD-L e PSD.
Nell'ottobre 2009 la rottura della maggioranza ebbe l'effetto di rafforzare l'opposizione, cui si aggiunse anche il PSD. Il 13 ottobre il governo Boc I cadde su una mozione di sfiducia votata da PSD, PNL e UDMR, che premevano per la formazione di un governo tecnico provvisorio presieduto da Klaus Iohannis, allora sindaco di Sibiu. Il paese, tuttavia, rimase senza un governo fino all'elezione del nuovo presidente della repubblica.
Al primo turno delle elezioni presidenziali del 22 novembre 2009, Antonescu conseguì il 20% delle preferenze, giungendo terzo dietro ai rappresentanti di PD-L (Băsescu) e PSD (Geoană), che si qualificarono per il ballottaggio. Nei giorni successivi al voto del 22 novembre, i socialdemocratici provarono a rafforzare l'endorsement al proprio candidato, stringendo un accordo con il PNL, cui sarebbe stata garantita la funzione di primo ministro (verosimilmente per Klaus Iohannis) in caso di vittoria di Mircea Geoană al ballottaggio. Il 1º dicembre Geoană, Crin Antonescu, Klaus Iohannis e il sindaco di Timișoara Gheorghe Ciuhandu (PNȚCD) firmarono il Partenariato per Timișoara, documento che sancì il riconoscimento del sostegno al presidente del PSD anche da parte della formazione politica guidata dal primo cittadino di Timișoara. Nonostante il sostegno di più partiti al candidato del PSD, Băsescu riuscì a vincere il confronto, con il 50,34%. La vittoria di Băsescu ebbe effetti immediati anche sulla formazione del governo. Il 17 dicembre il presidente designò nuovamente Emil Boc che, vista la nuova situazione politica nata all'indomani del voto presidenziale, riuscì a costruire una nuova maggioranza in alleanza con l'UDMR e con l'appoggio di una parte di parlamentari indipendenti.
Nonostante la sconfitta alle presidenziali, Antonescu ottenne il miglior risultato della storia del PNL in termini di preferenze fino a quel momento e fu rieletto presidente del partito nel corso del congresso del 5-7 marzo 2010, superando il concorrente Ludovic Orban, allora primo vicepresidente (986 voti contro 357). Antonescu presentò la mozione «Tramite noi stessi, adesso» (Prin noi înșine, acum), nella quale rivendicava il ruolo del PNL come unico partito autentico di destra, rappresentante tanto del liberalismo quanto delle correnti conservatrici e cristianodemocratiche. Il congresso convalidò le modifiche allo statuto proposte dal presidente riguardanti l'elezione in blocco dei membri dell'Ufficio politico centrale su una lista proposta dal presidente e l'eliminazione della figura del primo vicepresidente (1098 sì contro 258 no).

### Fondazione dell'Unione Social-Liberale

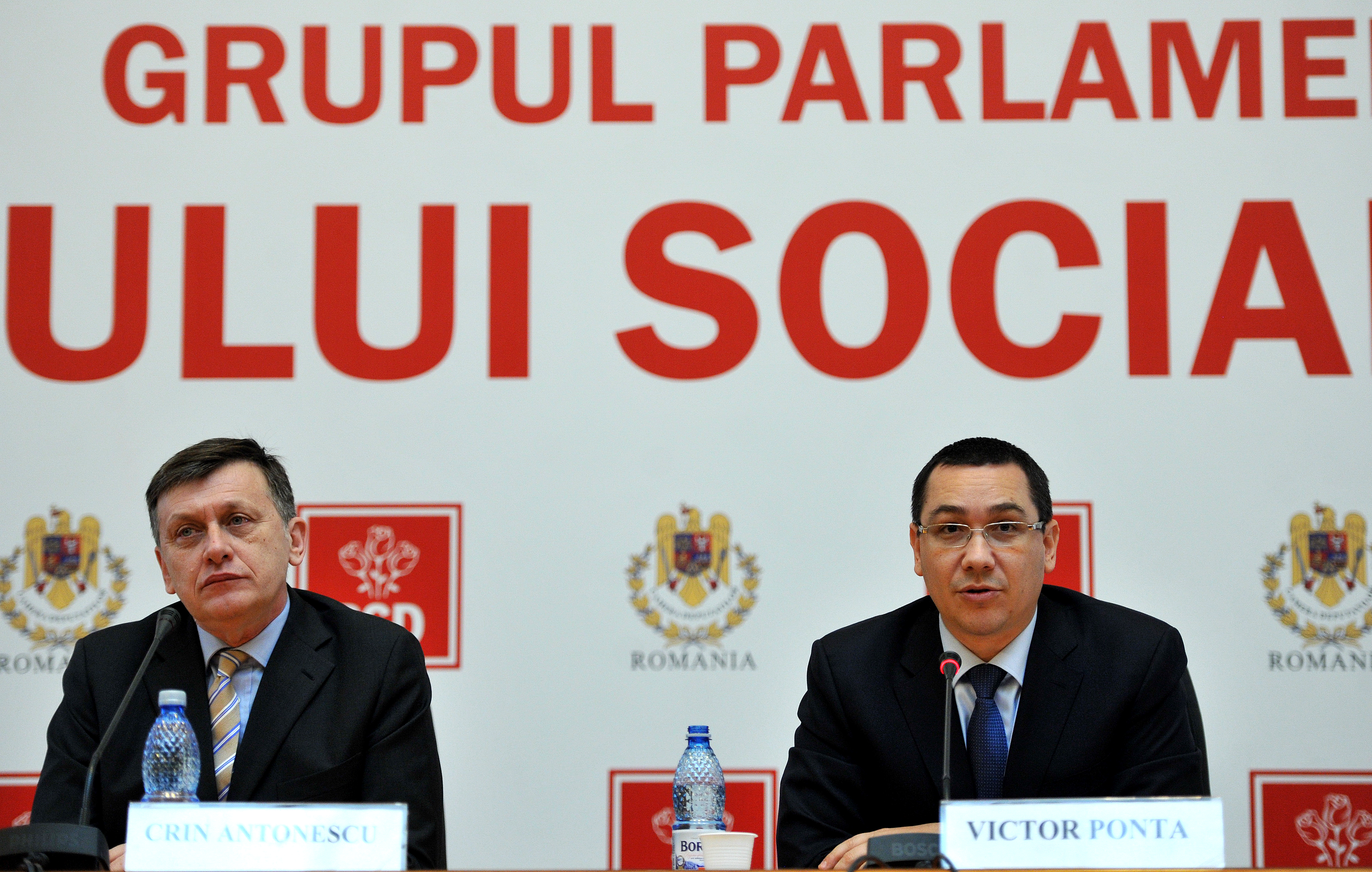
Crin Antonescu e Victor Ponta

Le iniziative comuni contro il PD-L e le politiche del presidente della repubblica portarono alla nascita di una serie di alleanze tra i gruppi di opposizione. Il 10 gennaio 2011 il PNL e il Partito Conservatore di Daniel Constantin siglarono un protocollo di collaborazione per la creazione dell'Alleanza di Centro-Destra (Alianța de Centru-Dreapta, ACD) che, sulla base di compatibilità ideologiche e programmatiche tra i due gruppi, prevedeva la realizzazione di alcune misure in materia fiscale (tra i quali la non imponibilità dei profitti reinvestiti, agevolazioni fiscali per i gli operatori economici virtuosi, IVA al 5% per gli alimenti di base). I contraenti di ACD avrebbero dovuto partecipare alle elezioni del 2012 e 2016 su liste comuni e avrebbero dovuto formare gruppi parlamentari unici alle due camere. In seno alla delegazione permanente del PNL solamente tre elementi votarono contro: Tăriceanu, il vicepresidente Ludovic Orban e il deputato Adriana Săftoiu.
Nel mese di febbraio 2011 l'ACD, malgrado i dubbi di alcune personalità del partito sulla convenienza di un'alleanza tra i socialdemocratici e il centro-destra (vi si oppose Ludovic Orban), finalizzò un accordo con il PSD di Victor Ponta, dal quale nacque l'Unione Social-Liberale (USL), il cui obiettivo principale era quello di riunire gli sforzi dell'opposizione e di allontanare Băsescu dalla sua posizione tramite una procedura di impeachment parlamentare in modo da ribaltare anche il governo guidato dal PD-L. Nonostante l'eterogeneità ideologica, l'USL condusse una durissima opposizione al governo, con il passare dei mesi sempre più svantaggiato nei sondaggi a causa di una complicata politica di austerity imposta al paese per far fronte alla crisi economica globale esplosa nel 2011.
Il 7 aprile 2012 il congresso straordinario del PNL approvò le risoluzioni riguardanti la collaborazione del PNL con le altre forze dell'USL in occasione delle elezioni amministrative e parlamentari in programma in estate ed autunno dello stesso anno. Contestualmente fu apportata una modifica allo statuto per permettere a Sorin Frunzăverde, elemento di spicco fuoriuscito dal PD-L e iscrittosi al PNL, di rivestire la carica di vicepresidente. Nella stessa giornata si tenne anche il congresso congiunto dell'USL, che confermò la partecipazione dell'alleanza alle elezioni.

### Elezioni del 2012 e governi con il PSD

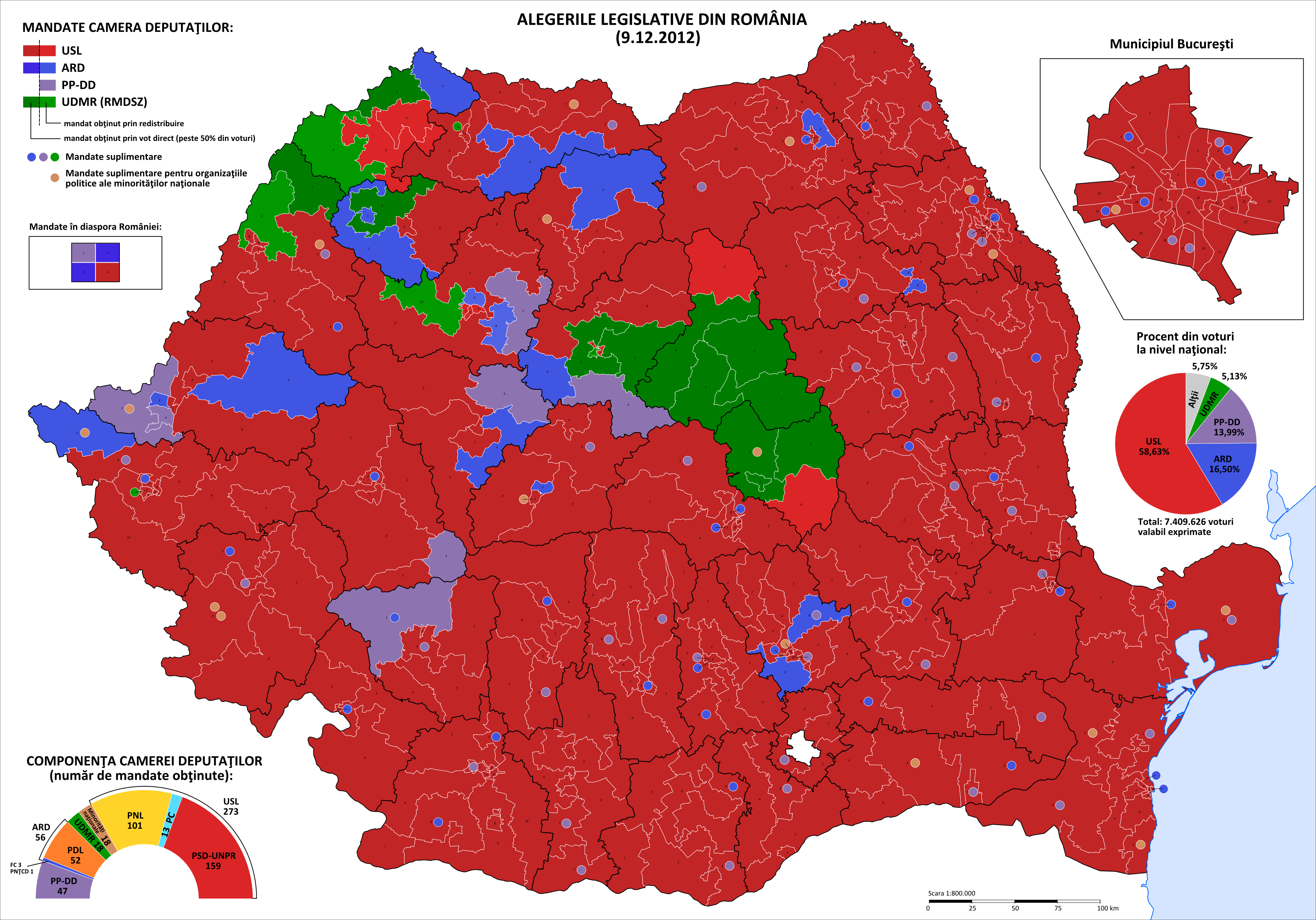
Carta raffigurante le preferenze per la camera dei deputati divise per circoscrizione in occasione delle elezioni parlamentari in Romania del 2012.

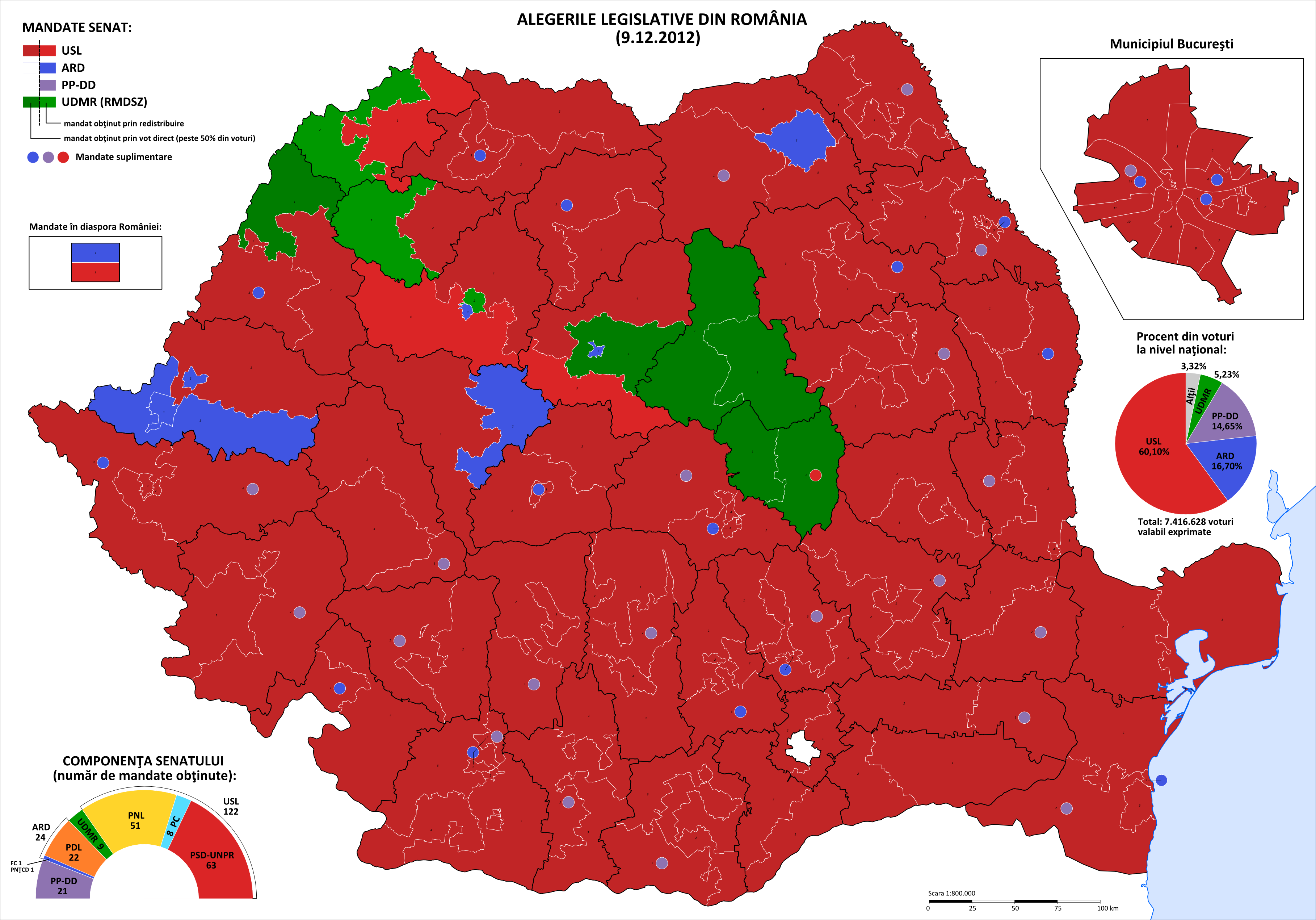
Carta raffigurante le preferenze per il senato divise per circoscrizione in occasione delle elezioni parlamentari in Romania del 2012.

Le proteste che si protrassero in Romania nei primi mesi del 2012 furono il segnale dell'incapacità del governo di dare risposte alla crisi, situazione cavalcata dall'USL che, appoggiando gli scioperi, guadagnò ampio consenso elettorale. Pressato dall'opinione pubblica, Băsescu fu costretto ad assegnare l'incarico di primo ministro a Victor Ponta, che il 1º maggio 2012 diede vita al governo Ponta I, in cui il PNL ottenne otto ministeri.
Il 10 giugno si svolse il voto per la scelta dei presidenti di consiglio di distretto, dei consiglieri delle amministrazioni locali e dei sindaci. La tornata elettorale segnò un indiscutibile successo per l'USL e una sconfitta per lo stile politico del presidente della repubblica Băsescu. L'USL ottenne la presidenza di 36 consigli di distretto su 41, il 54% dei consiglieri di distretto (il PD-L rimase al 16%), il 42% dei sindaci (contro il 16% del PD-L) e il 33% dei consiglieri municipali (contro il 16% del PD-L). A Bucarest Sorin Oprescu, indipendente vicino al PSD ma ufficialmente sostenuto dall'USL, ottenne il 55% dei voti disponibili. Il suo maggior oppositore, il candidato del PD-L Silviu Prigoană non andò oltre il 17%. Subito dopo le elezioni amministrative anche l'Unione Nazionale per il Progresso della Romania (UNPR) di Gabriel Oprea si unì all'USL.
L'estate 2012 fu segnata da un costante clima di conflitto tra primo ministro e presidente della repubblica. I continui scontri tra i contendenti su ogni aspetto della vita pubblica, tra i quali l'accusa mossa al premier di aver plagiato la sua tesi di dottorato, alla fine spinsero l'USL ad avviare una procedura di destituzione dei presidenti delle due camere in area PD-L. Antonescu venne nominato al senato, mentre Valeriu Zgonea (PSD) a capo della camera dei deputati. Il 5 luglio fu presentato il documento per l'impeachment di Băsescu che, temporaneamente sospeso, rientrò in funzione solamente dopo la celebrazione del referendum del 2012 che, ritenuto nullo per il mancato raggiungimento del quorum, fu successivamente fonte di ulteriori contestazioni dell'USL alla corte costituzionale.
L'USL si presentò da assoluta favorita alle elezioni parlamentari del 9 dicembre 2012, conquistando ben 2/3 dei seggi in parlamento con il 59% dei voti, mentre la coalizione cristiano-democratica costruita intorno al PD-L (Alleanza Romania Giusta) ottenne il 16% e si dissolse dopo le elezioni. Il 21 dicembre 2012 nacque il governo Ponta II.
Dopo le elezioni, tra il 22 e il 23 febbraio 2013, il PNL celebrò un nuovo congresso straordinario, che confermò la presidenza di Antonescu e approvò la modifica di alcuni articoli dello statuto, che portarono alla reintroduzione del primo vicepresidente (fu nominato Klaus Iohannis) e all'incremento del numero dei vicepresidenti (divennero 31).

### Fine dell'alleanza con il PSD
Le due maggiori forze di governo condivisero le priorità dello stimolo alla crescita del settore privato e quella di riportare il livello dei salari dei dipendenti pubblici a come erano prima della crisi, dopo che questi avevano subito pesanti tagli a causa delle riforme operate dal PD-L. Qualche contrasto, tuttavia, si verificò sul piano delle nomine alle presidenze degli enti di stato e della giustizia, quando nell'aprile 2013 Ponta indicò a capo della Direzione nazionale anticorruzione della Romania Laura Codruța Kövesi, malgrado le obiezioni del PNL, che la considerava un alleato di Băsescu. Diversi osservatori, infatti, con i mesi notarono la marginalizzazione del PNL in seno al governo.
Nella parte iniziale del 2014, forti divergenze ideologiche e scelte politiche legate alle nomine di nuovi ministri in area PNL fecero crescere la tensione tra i due maggiori alleati dell'USL. L'11 febbraio i rappresentanti del PNL si incontrarono con il primo ministro proponendo una modifica alla squadra di governo, che prevedeva la nomina di Klaus Iohannis con il doppio ruolo di vice primo ministro e ministro degli interni. Visto il rifiuto di Ponta, i leader del PNL Iohannis e Antonescu confermarono pubblicamente l'esistenza di una crisi di governo, acuita dalla nascita di una coalizione alternativa all'USL. Il 10 febbraio, in vista delle elezioni per il parlamento europeo del maggio 2014, infatti, il PSD aveva stretto con Unione Nazionale per il Progresso della Romania e Partito Conservatore un protocollo di intesa elettorale chiamato Unione Social Democratica (USD), che fece infuriare i vertici del PNL. Ponta e Antonescu si accusarono reciprocamente di voler rompere la coalizione USL. Antonescu invocò le dimissioni del primo ministro nel caso in cui si fosse giunti ad una rottura, poiché doveva il suo mandato all'USL, mentre Ponta accusò il segretario del PNL di preparare il terreno per una sua personale candidatura alle elezioni presidenziali in Romania del 2014 in programma nel mese di novembre. Senza approdare ad alcuna soluzione, il 25 febbraio 2014 Antonescu annunciò il ritiro del PNL dal governo e la fine dell'alleanza con il PSD.
Il PNL passò all'opposizione, mentre Antonescu, in polemica con la decisione di Ponta di non rimettere il mandato nelle mani del presidente della repubblica, criticò pesantemente il premier e annunciò le proprie dimissioni da capo del senato proprio durante la seduta congiunta delle camere in occasione del voto di investitura del nuovo governo formato dal PSD con PC, UNPR e UDMR. Nel periodo all'opposizione il PNL presentò due mozioni di sfiducia contro Ponta: 13 maggio e 12 settembre 2014, ma nessuna delle due ebbe risultati.
Come conseguenza dell'acuirsi dei malumori tra i due, il 27 febbraio 2014, in aperta rottura con il leader del PNL per la decisione di lasciare la maggioranza, Călin Popescu Tăriceanu decise di abbandonare il partito insieme ad altri dissidenti (tra i quali 24 deputati e 6 senatori) e presentare la nascita di una nuova formazione politica di ispirazione liberale, il Partito Liberale Riformatore (PLR), che vide ufficialmente la luce in luglio.

### Elezioni europee del 2014

Carta raffigurante il partito più votato per ogni distretto in occasione delle elezioni europee del 2014. Il PNL fu il partito maggioritario solamente nel distretto di Călărași.

Nel 2014, a pochi giorni dal voto per il rinnovo del parlamento europeo, i liberali assorbirono la piccola formazione del Partito Popolare. Il 25 maggio si svolsero le elezioni europee, che consacrarono il confronto tra il PNL e la coalizione condotta dal PSD. Il voto, tuttavia, premiò i socialdemocratici, che raggiunsero il 37%, mentre il PNL si fermò al 15%, con un sottilissimo vantaggio rispetto al PD-L.
In seguito alle elezioni Antonescu annunciò la decisione del PNL di abbandonare l'ALDE e di avviare le procedure per l'iscrizione al Partito Popolare Europeo (PPE), ritenuto dal leader liberale il gruppo più affine al pensiero di centro-destra rappresentato dal PNL. Tra le altre motivazioni aggiunse quella di assicurare un appoggio più forte per contrastare il predominio del Partito del Socialismo Europeo in seno al parlamento di Bruxelles. Su indicazione della dirigenza del partito, i sei eletti aderirono al gruppo del Partito Popolare Europeo, mentre la richiesta di ammissione del PNL al PPE fu ufficialmente accettata in settembre. Nei mesi successivi, tuttavia, le due eurodeputate Norica Nicolai e Renate Weber, presero indipendentemente la decisione di tornare nell'ALDE, avanzando motivazioni di coerenza ideologica, poiché alle elezioni erano state candidate come esponenti dell'ALDE.
Il trionfo del PSD alle europee, contestualmente, spinse Antonescu a rivedere gli effetti della propria leadership nel partito. Preso atto della pesante sconfitta e di un numero di preferenze ben inferiore rispetto a quello prospettato (20%), annunciò le proprie dimissioni dalla dirigenza del PNL, mentre Klaus Iohannis, presidente ad interim dal 2 giugno, indisse un congresso straordinario. I risultati delle europee ebbero l'effetto di avvicinare PNL e PD-L, che insieme avevano ottenuto il 27%, meno del solo PSD. Furono avviati, infatti, una serie di incontri ufficiali con i leader del PD-L, privo dell'influenza politica di Băsescu dal congresso del partito 2013 che aveva eletto presidente Vasile Blaga, per la creazione di un grande fronte anti-PSD e per il supporto ad un unico candidato alla presidenza della repubblica.

## La presidenza Iohannis

### Patto con il Partito Democratico-Liberale

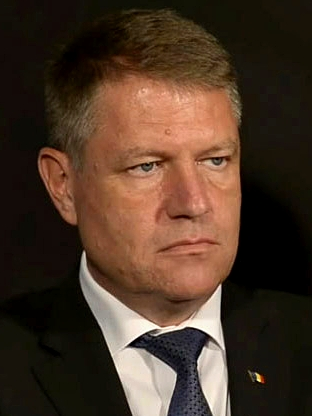
Klaus Iohannis

Il congresso del 27-28 giugno vide opporsi per il ruolo di presidente Klaus Iohannis e il senatore Ioan Ghișe. Il primo vinse con una maggioranza schiacciante (1.334 voti a 144) e nel suo discorso di insediamento annunciò che l'obiettivo del partito sarebbe stato quello di vincere le elezioni presidenziali del 2014 e quelle parlamentari del 2016. Il congresso elesse i 31 vicepresidenti, approvò la richiesta di adesione al PPE e votò favorevolmente la proposta di fusione con il Partito Democratico-Liberale (vi furono solamente 6 voti contrari e 4 astenuti), frutto dell'evoluzione dei negoziati tra le due forze.
Un ulteriore congresso straordinario, il 26 luglio, diede vita all'Alleanza Cristiano Liberale (Alianța Creștin Liberală, ACL), coalizione tra PNL e PD-L a supporto di un candidato comune a presidente della repubblica per le elezioni in programma a novembre. Il successo fondamentale del congresso di luglio fu l'accordo di fusione tra i due partiti che, non potendosi realizzare sul momento a causa delle imminenti elezioni, sarebbe stato formalizzato a partire dal 2015. Il protocollo di fusione prevedeva l'adozione del nome storico del PNL, di un nuovo simbolo e dell'inno «Verde di rugiada» (Verde înrourat).
Al riguardo dell'alleanza Vasile Blaga dichiarò «oggi abbiamo firmato insieme il certificato di nascita del più grande partito di centro-destra», mentre Iohannis affermò «La fusione con il Partito Democratico Liberale non deve essere vista come una diluizione dell'identità liberale, bensì, al contrario, come un rafforzamento».
L'11 agosto 2014 la riunione dei gruppi dirigenti dei due partiti nominò ufficialmente Klaus Iohannis come candidato alla presidenza per l'ACL. Il leader del PNL fu preferito al primo vicepresidente del PD-L Cătălin Predoiu, che concorreva per la stessa funzione.

### Elezioni presidenziali del 2014
Klaus Iohannis
     Victor Ponta

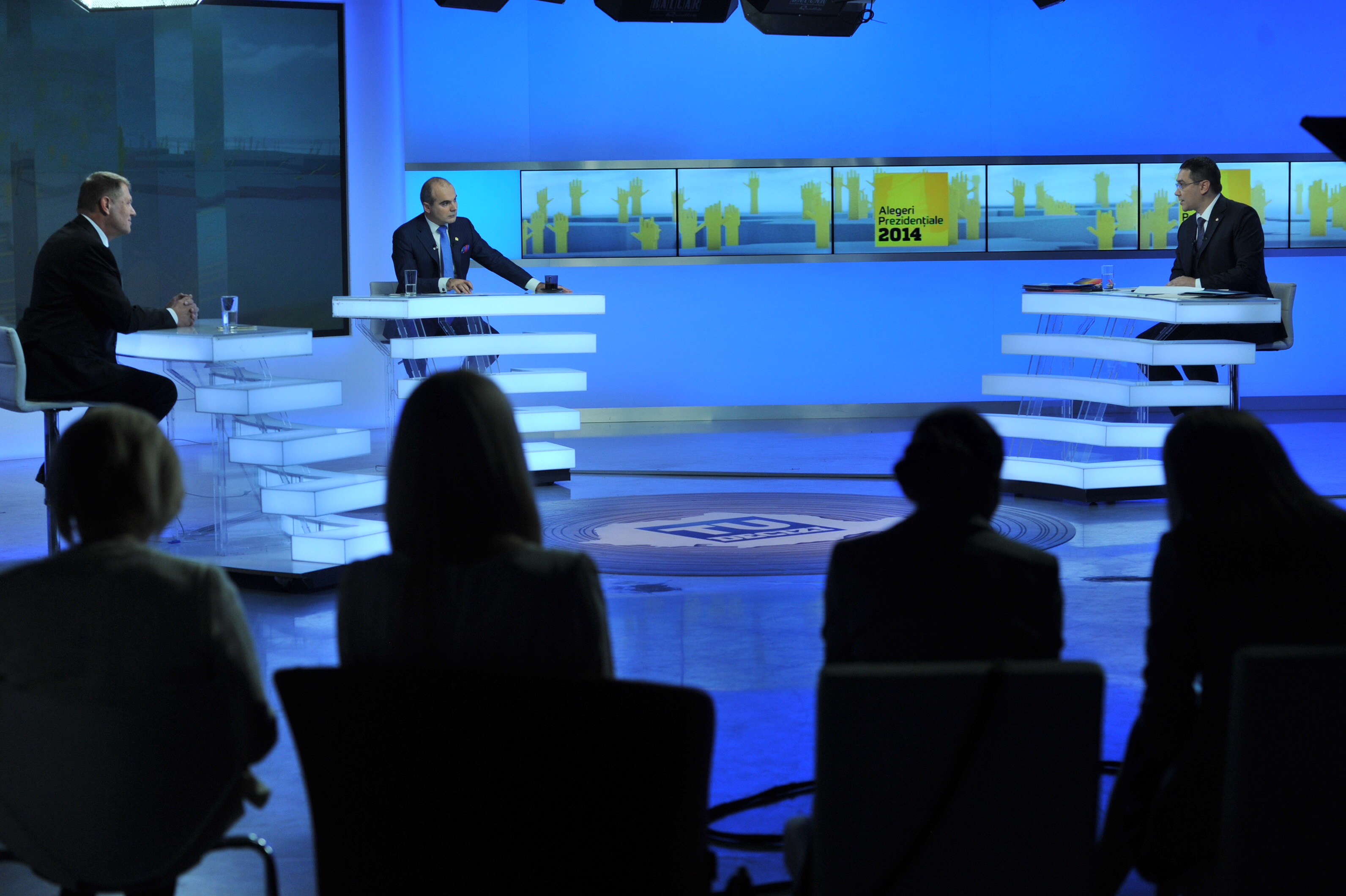
Victor Ponta e Klaus Iohannis l'11 novembre 2014, durante il dibattito televisivo precedente il ballottaggio delle Elezioni presidenziali del 2014.

Percentuali di voto per Victor Ponta e Klaus Iohannis divise per distretto in occasione del ballottaggio delle Elezioni presidenziali in Romania del 2014.
Klaus Iohannis
Victor Ponta

Il 12 settembre 2014 il congresso del PSD presentò la candidatura alle presidenziali di Victor Ponta, che godeva del sostegno anche degli alleati dell'UNPR e del PC.
Visto il vantaggio nei sondaggi, Ponta si presentò alle elezioni presidenziali del novembre 2014 con tutte le probabilità di uscirne vincitore. Al primo turno confermò tale distacco, ottenendo il 40% contro il 30% di Iohannis, con ben un milione di voti di differenza. Le operazioni di voto, tuttavia, furono caratterizzate da enormi difficoltà di organizzazione presso i seggi elettorali ubicati all'estero, dove Iohannis era favorito, elemento che costrinse alle dimissioni il ministro degli esteri Titus Corlățean e mise in imbarazzo il candidato del PSD.
Il ballottaggio del 16 novembre segnò l'inaspettato successo di Iohannis, che ottenne il 54,5% dei voti contro il 45,5% di Ponta. Il neopresidente dichiarò di voler rafforzare il ruolo della Romania, combattere la corruzione, consolidare lo stato di diritto e stringere forti legami con l'Europa e l'occidente.
Iohannis trionfò nelle circoscrizioni estere (in cui il numero totale degli elettori era stimato intorno ai 4 milioni) e nelle aree della Transilvania ad elevato popolamento di cittadini di etnia ungherese, elemento che spinse l'UDMR ad uscire dalla maggioranza e costringere il PSD alla formazione di un nuovo governo senza i regionalisti. Già in avvio di mandato Iohannis non perse occasione di invocare le dimissioni del premier socialdemocratico, implicato in numerosi scandali giudiziari che coinvolgevano la sua persona o i membri del governo.
A livello di partito Iohannis, eletto presidente della repubblica e quindi costituzionalmente impossibilitato a rivestire incarichi politici, lasciò il ruolo di presidente del PNL.

## Le presidenze Blaga-Gorghiu e Turcan

### Sostegno al governo Cioloș

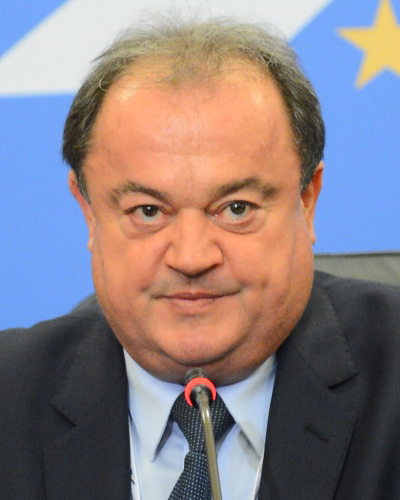
Vasile Blaga

Il protocollo di fusione prevedeva l'esistenza di due copresidenti, uno proveniente dal vecchio PD-L e uno dal PNL. Mentre Vasile Blaga rappresentò l'ala del PD-L, il 18 dicembre l'ufficio politico nazionale del PNL elesse come proprio rappresentante Alina Gorghiu (48 voti contro i 27 di Ludovic Orban).
Nel 2015 le due forze si fusero ufficialmente. Nel mese di febbraio i gruppi parlamentari si unirono in un solo gruppo sia alla camera che al senato, mentre il PNL unificato continuò a sostenere l'opposizione al governo Ponta. Il 5 giugno e il 21 settembre il partito presentò due mozioni di sfiducia che, però, furono respinte dal parlamento. Per allontanare i potenziali effetti negativi dei fatti di cronaca, che vedevano alcuni elementi del PNL sotto l'occhio delle autorità anticorruzione, per rafforzare l'idea di partito libero da condannati, in contrapposizione al PSD, il PNL introdusse nel proprio statuto delle norme che prevedevano severe sanzioni per i membri indagati o colpevoli di fatti di corruzione.
Nel corso dell'anno, tuttavia, diverse personalità del PNL deluse dagli esiti della fusione presero la decisione di abbandonare il partito per legarsi alla nuova formazione liberale di Tăriceanu, l'Alleanza dei Liberali e dei Democratici (ALDE). Tra questi gli europarlamentari Norica Nicolai e Renate Weber e i senatori Varujan Vosganian e Ioan Ghișe.
Victor Ponta fu costretto alle dimissioni nel novembre 2015 in seguito all'incendio del Colectiv. Iohannis, quindi, propose la formazione di un governo tecnico presieduto dall'ex Commissario europeo per l'agricoltura e lo sviluppo rurale Dacian Cioloș, che godette del sostegno parlamentare di quasi tutte le forze politiche e fu presentato dal PNL come una soluzione ai problemi causati dall'amministrazione Ponta. Promotore di un programma europeista, intenzionato a ridurre gli sprechi, a combattere la corruzione, a riformare il settore della pubblica amministrazione e a consolidare i parametri macro-economici, gli obiettivi politici del nuovo primo ministro furono condivisi anche dal PNL.
Nel dicembre 2015 il nuovo PNL riunì anche le funzioni al livello delle organizzazioni territoriali. Ilie Bolojan fu indicato come unico segretario generale, mentre Cătălin Predoiu assunse la guida della sezione di Bucarest.

### Elezioni del 2016

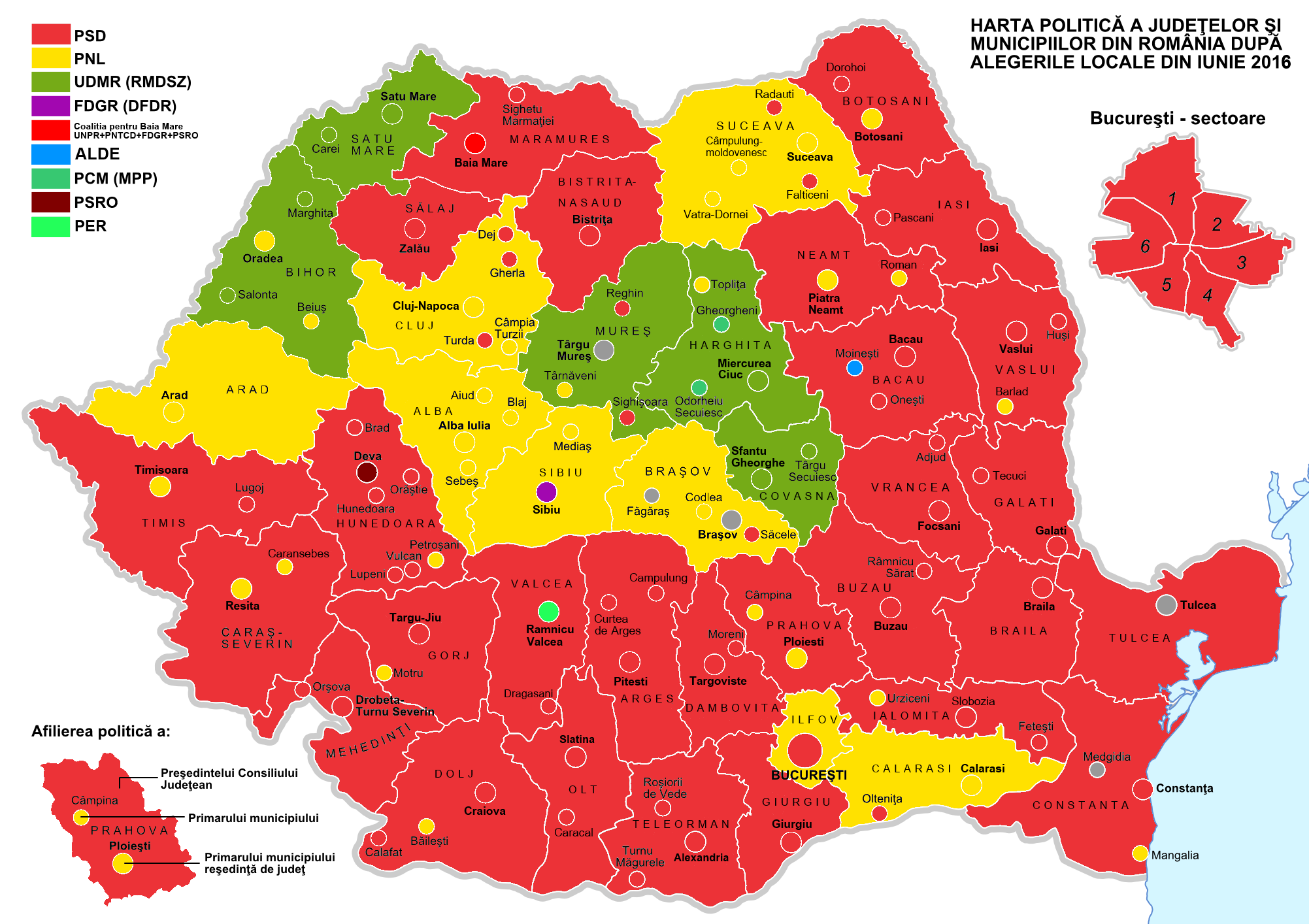
Carta raffigurante l'appartenenza politica dei presidenti di consiglio di distretto e dei sindaci delle principali città della Romania in seguito alle elezioni amministrative del 2016.

Il primo appuntamento elettorale cui prese parte il PNL post-fusione fu quello delle amministrative locali del giugno 2016. Le candidature furono presentate in aprile a Costanza nel quadro della riunione della Lega degli eletti locali. Al voto estivo il PNL fu il secondo partito, finendo a 3,5 punti percentuali dal PSD, che conquistò il maggior numero di posizioni. Con il 31,5% il PNL ottenne 1.081 sindaci, 13.193 consiglieri locali e 496 consiglieri distrettuali. Nella capitale, tuttavia, si registrò una disfatta: il PSD riuscì a conquistare la guida di tutti e sei i settori più il titolo di sindaco generale. Il PNL, che dopo lunghe trattative e numerosi ripensamenti aveva deciso di presentare Predoiu, ottenne solo l'11% e fu il terzo partito. Tra le città principali il PNL vinse a Timișoara (Nicolae Robu), Cluj (Emil Boc) e Arad (Gheorghe Falcă).
Il partito, quindi, preparò la corsa alle elezioni parlamentari. In settembre, nel pieno della campagna elettorale, però, la leadership del PNL subì un duro colpo, quando Vasile Blaga ricevette la comunicazione dell'avvio di una procedura penale per traffico d'influenza e fu costretto alle dimissioni. L'8 ottobre il consiglio nazionale di coordinamento del PNL convalidò la presidenza di Alina Gorghiu, senza procedere alla nomina di un ulteriore copresidente, ma assegnando all'europarlamentare Daniel Buda il potere di convalida delle liste elettorali. Sempre in ottobre il partito trovò un'intesa con il leader del piccolo Partito Nazionale Democratico (PND) Daniel Fenechiu per la presentazione della sua candidatura sulle liste del PNL.

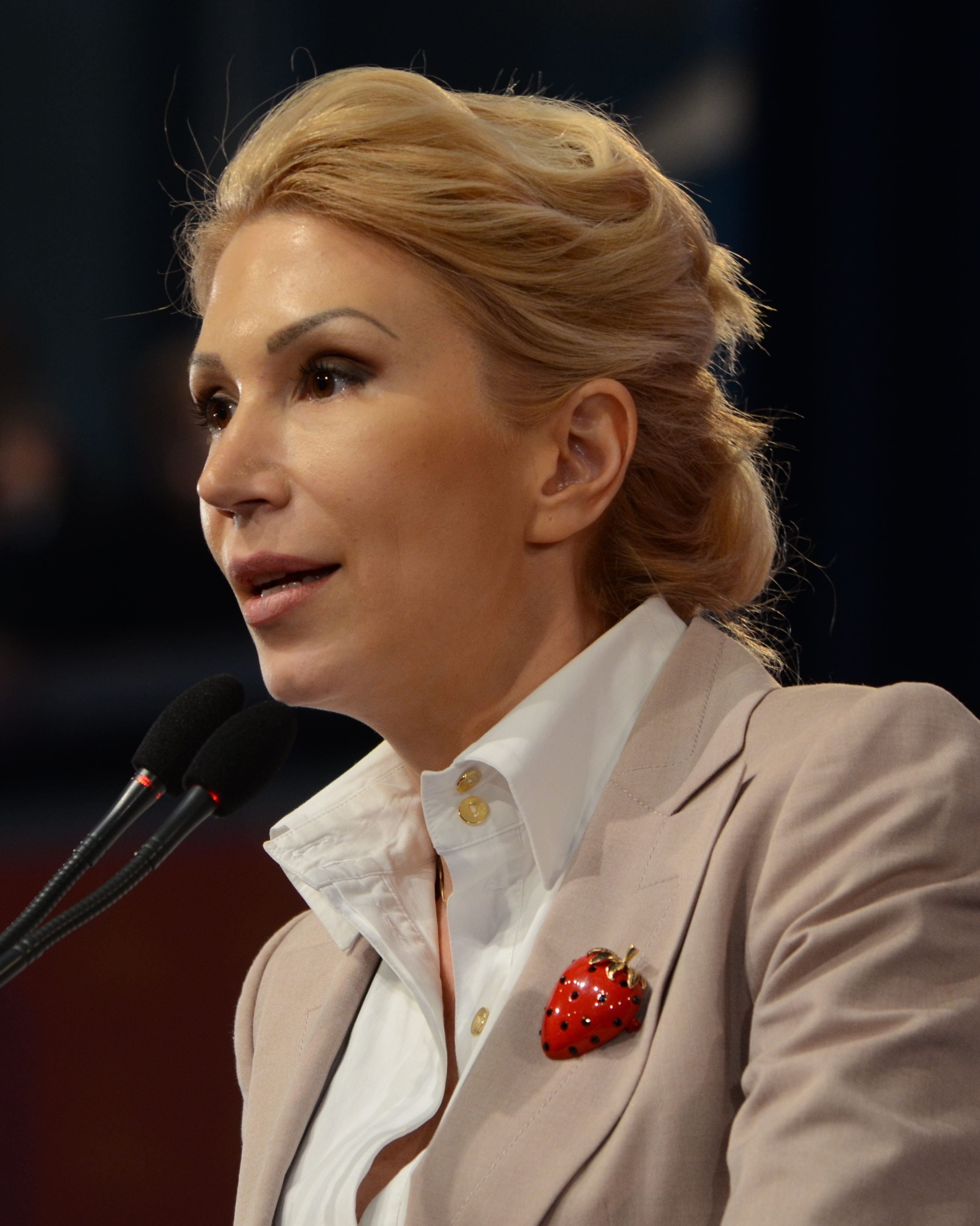
Raluca Turcan

Sul finire del proprio mandato di premier Dacian Cioloș pubblicò la Piattaforma Romania 100, petizione di adesione ad un documento programmatico basato sui valori di onestà, correttezza ed integrità, riguardante l'agenda politica che il futuro governo avrebbe dovuto adottare per mantenere la continuità delle iniziative intraprese dalla propria amministrazione. Contestualmente Cioloș confermò che non avrebbe partecipato alla corsa elettorale, ma si augurava che il suo programma fosse accolto da altri partiti politici. Tra i firmatari della petizione vi furono l'Unione Salvate la Romania (USR) e il PNL che, in dicembre, ricevettero l'appoggio dichiarato da parte del premier uscente, che invitò l'elettorato a votare per l'uno o per l'altro. Il PNL abbracciò esplicitamente il documento di Cioloș, che divenne il programma di governo presentato dal partito e annunciò che il premier uscente sarebbe stato il nome proposto dai liberali come primo ministro in caso di vittoria alle elezioni.
Il voto dell'11 dicembre, ad ogni modo, fu il riflesso della mancanza di leadership e dell'inferiore capacità organizzativa del PNL rispetto al PSD. Il crollo nei sondaggi fu confermato dalla netta vittoria dei socialdemocratici, che staccarono il PNL di oltre 20 punti (45% contro 20%). L'evidente sconfitta causò un'immediata ondata di dimissioni in seno alla dirigenza del partito. Alina Gorghiu annunciò la rinuncia al ruolo già il giorno dopo le elezioni e fu seguita dal segretario generale Ilie Bolojan, dal primo vicepresidente Adriana Săftoiu e dal presidente della sezione di Bucarest Cristian Bușoi. Raluca Turcan, deputata per il distretto di Sibiu, fu incaricata dall'ufficio politico nazionale della funzione di nuovo presidente ad interim, mentre Marian Petrache fu indicato come segretario generale ad interim.
Nei mesi successivi il PNL condusse una strenua opposizione insieme all'altra maggiore forza della minoranza, l'USR, scagliandosi contro il PSD, specialmente in materia di giustizia, sostenendo le proteste antigovernative esplose nel gennaio 2017 e sottoponendo al parlamento una mozione di sfiducia, battuta l'8 febbraio. Nel febbraio 2017 Marian Petrache, dimissionario dopo l'avvio di un'indagine nei suoi confronti, fu sostituito nel ruolo di segretario generale da Cristian Bușoi.

## La presidenza Orban

### Opposizione ai governi socialdemocratici

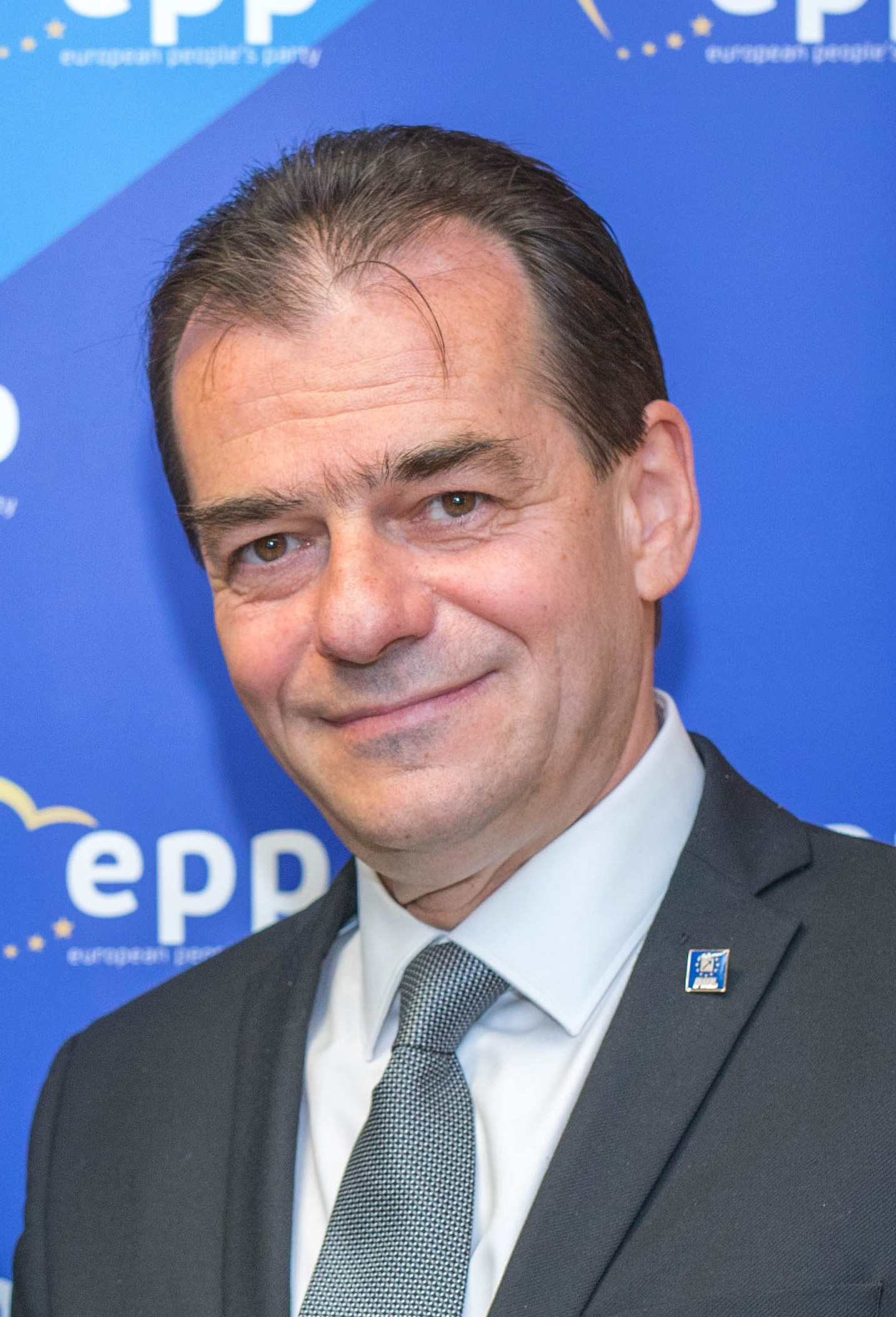
Ludovic Orban

Sei mesi dopo le elezioni, il 17 giugno, presso la sede espositiva del Romexpo di Bucarest fu organizzato il congresso del partito per la nomina del presidente titolare. Si affrontarono l'europarlamentare Cristian Bușoi e Ludovic Orban. Il 12 giugno la commissione per l'organizzazione del congresso stabilì l'ammissibilità delle mozioni programmatiche presentate dai due candidati: «Partito Nazionale Liberale - Forza della Destra» (Partidul Național Liberal-Forța Dreptei, Orban) e «PNL - Partito del futuro. Per una Romania giusta, e quilibrata e forte!» (PNL - partidul viitorului. Pentru o Românie dreaptă, echilibrată și puternică!, Bușoi). La mozione proposta da Viorel Cataramă «Politica nazionale - Via liberale» (Politica națională - Calea liberală), invece, venne rigettata per la mancanza dei requisiti previsti dallo statuto. Il voto congressuale del 17 giugno premiò Orban, che vinse con circa 3500 voti, contro i 900 dell'avversario. Il congresso, inoltre, elesse l'intera struttura dirigenziale: il segretario generale, i 4 primi vicepresidenti e i 16 vicepresidenti.
L'11 marzo 2018 il consiglio nazionale si riunì per confermare le nomine alle future elezioni. Klaus Iohannis fu indicato come candidato presidenziale per il 2019, mentre Orban fu preferito a Viorel Cataramă per il ruolo di premier per le legislative del 2020.
I rapporti tra maggioranza e opposizione furono marcati da costanti e ripetuti conflitti. Inserendosi nella battaglia in atto tra l'esecutivo PSD e la presidenza della repubblica, il leader del PNL nel maggio 2018 sporse una denuncia penale per alto tradimento nei confronti del primo ministro Viorica Dăncilă e del presidente del PSD Liviu Dragnea, ritenuti colpevoli di aver fornito dati mistificati a Iohannis e il mese successivo sottopose al parlamento una mozione di sfiducia che, però, fu bocciata.

### Dissensi interni contro Ludovic Orban
Il primo anno di mandato del nuovo leader, ad ogni modo, fu marcato anche da contrasti con diversi membri del partito. Ad inizio 2018 il presidente si scontrò con il deputato Daniel Zamfir, per via del suo supporto ad un progetto di legge che riduceva i poteri della corte dei conti non condiviso dalla dirigenza del PNL. Al termine di lunghe tensioni, in marzo Orban decretò l'espulsione di Petre Roman e dell'ex ministro della difesa Corneliu Dobrițoiu, affermando di non essere riuscito a trovare i loro nominativi nel database degli iscritti al PNL. Il 28 marzo Orban ottenne dal consiglio nazionale del partito l'espulsione di Zamfir, accusato di aver ripetutamente violato la linea del partito, specialmente dopo che questi ebbe elaborato un progetto di legge sul limite degli interessi bancari votato in senato dal PSD.
In luglio Orban procedette all'espulsione di uno dei suoi più veementi critici, Viorel Cataramă, ritenuto colpevole di violazioni allo statuto per aver apostrofato i propri colleghi ed aver espresso pubblicamente i propri malumori al di fuori delle strutture di partito. Gli oppositori di Orban avanzarono la possibilità di richiedere un congresso straordinario e accusarono il presidente di voler proporre delle modifiche allo statuto, che avrebbero ridotto il numero di votanti dell'ufficio politico nazionale richiesto per destituire le dirigenze delle filiali locali del partito, aumentando indirettamente il potere del presidente. Il consiglio nazionale del 4 agosto 2018, cui prese parte anche Klaus Iohannis, tuttavia, servì ad allentare le tensioni e le proposte di Orban furono ritirate. Nel corso del consiglio nazionale, infatti, Orban fece un appello all'unità del partito, mentre furono stabiliti i criteri per le candidature alle elezioni europee dell'anno successivo e fu approvato il documento «I principi del buon governo liberale» (Principiile bunei guvernări liberale) composto da 23 punti, tra i quali la parità tra cittadini ed istituzioni e la salvaguardia dell'uguaglianza di fronte alla legge.
Nel settembre 2018 Ilie Bolojan rinunciò al ruolo di primo vicepresidente per concentrarsi esclusivamente sull'incarico di sindaco di Oradea.
Nuovi contrasti in seno al partito si verificarono in occasione del referendum costituzionale del 2018: esso, infatti, mirava ad introdurre nella legge fondamentale una definizione di famiglia quale nucleo composto da uomo e donna, pregiudicando così i diritti della comunità LGBT. Mentre Orban sostenne apertamente il "sì", parte dell'opposizione interna si scagliò contro il presidente, affermando che la posizione assunta dal leader del PNL rappresentava una politica retrograda e andava in conflitto con lo stesso elettorato liberale. Tra gli altri attori politici, infatti, anche il PSD e la chiesa ortodossa romena furono tra i più ferventi sostenitori del referendum.

### Elezioni europee e referendum del 2019
Sul piano della giustizia, nel novembre 2018 un rapporto della Commissione europea trasmise al governo raccomandazioni speciali, accusando il paese di fare passi indietro per quanto riguardava la lotta alla corruzione, mentre parte della stampa internazionale iniziò ad accostare l'operato del PSD a quello dei governi populisti conservatori e antieuropeisti in crescita nell'Europa dell'est (Ungheria e Polonia). In seguito alla presentazione del documento da parte della commissione europea, il PNL invocò le dimissioni del governo, chiedendo elezioni anticipate e, un mese più tardi, insieme al'USR organizzò una mozione di sfiducia che, però, fu battuta dalla maggioranza.
L'ennesimo scontro frontale con le forze di governo precedette l'organizzazione della campagna elettorale per le elezioni europee del maggio 2019. Malgrado alcune tensioni interne relative alla formazione delle liste, nelle quali il giornalista Rareș Bogdan figurava come primo nome, il PNL si presentava come il principale oppositore al PSD, criticato aspramente per le sue leggi in tema di giustizia. Il partito puntava apertamente a vincere le elezioni e legava tali argomenti alla campagna per il "Sì" al referendum del 26 maggio, convocato da Iohannis per evitare il costante ricorso governativo alle ordinanze d'urgenza in tema di giustizia e corruzione. Il PNL utilizzò un certo richiamo nazionalista e filo-ortodosso, sostenendo che il partito rappresentava i veri romeni. Il discorso del PNL oscillò tra soggetti riguardanti l'agenda politica europea e critiche alla coalizione di governo. La lista dei candidati fu convalidata dal voto dell'ufficio nazionale del PNL del 14 marzo 2019 e fu ufficializzata nel corso del summit del Partito Popolare Europeo organizzato dal PNL a Bucarest il 16 marzo, cui presero anche il leader del PPE Manfred Weber e il presidente della repubblica Klaus Iohannis, intenzionato a sostenere apertamente e attivamente la campagna elettorale del partito.
Il risultato elettorale premiò ampiamente i partiti di opposizione. Il PNL, primo con dieci eletti, ottenne il 27%, diventando il gruppo rumeno con il numero maggiore di rappresentanti al parlamento europeo. Forte della vittoria, la dirigenza chiese a gran voce le dimissioni del governo senza, però, ottenerle.
Il successo generale a livello nazionale, tuttavia, non fu replicato a Bucarest, dove il partito ottenne solo il 15%. In virtù di tali risultati nel mese di giugno il leader del PNL nella capitale, Cristian Bușoi, lasciò l'incarico alla collega Violeta Alexandru. L'8 agosto 2019, inoltre, visto l'enorme contributo di questi alla campagna elettorale per le europee, Rareș Bogdan fu promosso a primo vicepresidente del partito su proposta di Orban.

### La rielezione di Iohannis e il governo Orban
Klaus Iohannis
     Viorica Dăncilă

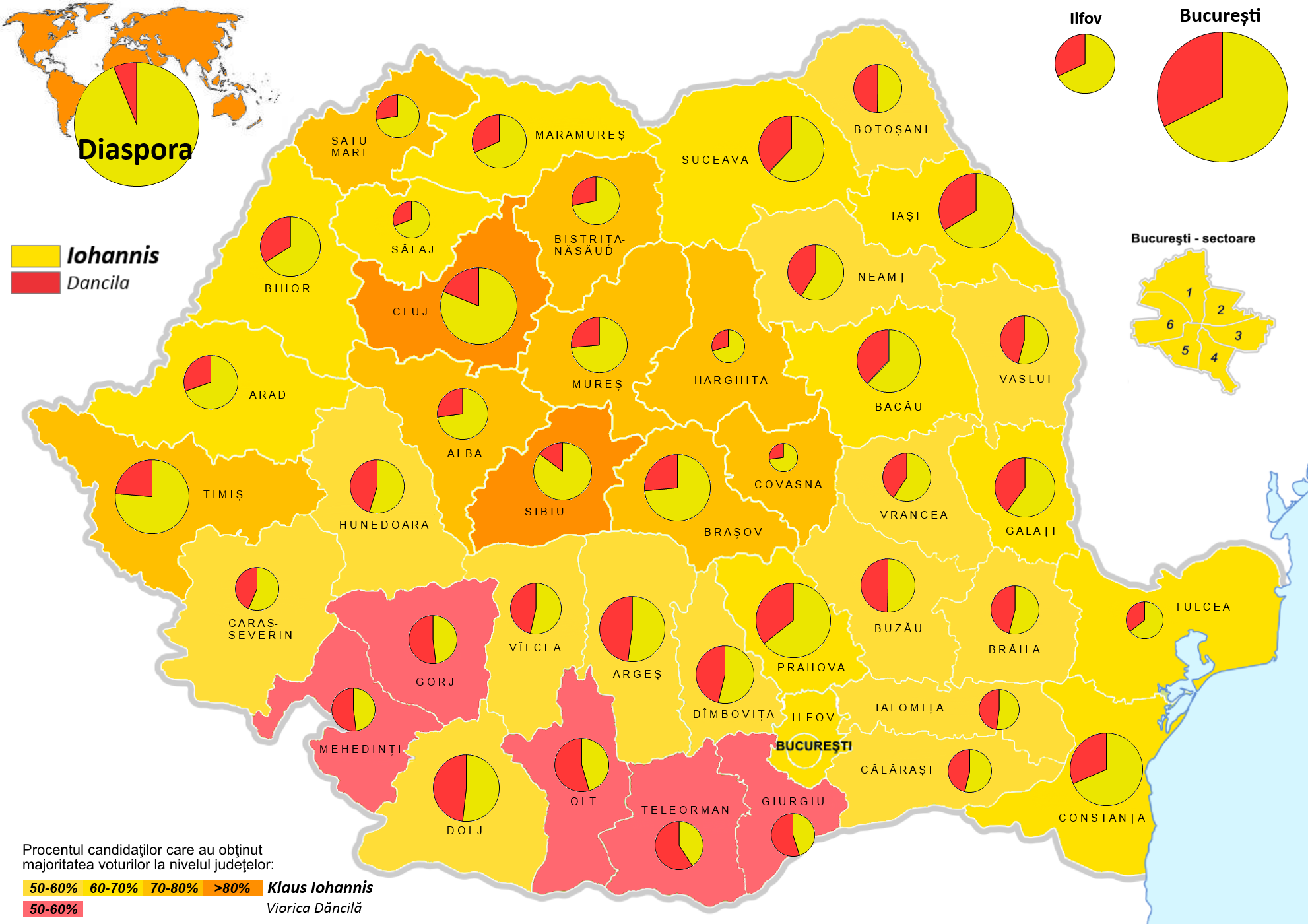
Carte raffigurante graficamente le percentuali di voto per i due candidati al ballottaggio del 24 novembre delle elezioni presidenziali del 2019.
Klaus Iohannis
Viorica Dăncilă

Nei mesi successivi il PNL sfruttò la rottura della maggioranza che, indebolita dall'addio dell'ALDE, diede modo ai liberali di presentare una mozione di sfiducia, che il 10 ottobre fu accolta dalla maggior parte dei parlamentari e segnò la fine del governo Dăncilă. Il capo di Stato, rifiutando categoricamente di conferire ancora una volta l'incarico ad un esponente del PSD, si rivolse al PNL, assegnando a Ludovic Orban il compito di formare un nuovo governo di centro-destra, al fine di correggere quelle che riteneva politiche fallimentari propugnate dai socialdemocratici negli anni al potere. L'esecutivo monocolore PNL fu investito il 4 novembre 2019 con l'appoggio esterno della maggior parte delle forze parlamentari, fatta eccezione di PSD e PRO Romania. Fra le linee guida del proprio governo il primo ministro indicò la stabilizzazione dei parametri macroeconomici e il rispetto della giustizia secondo le indicazioni delle istituzioni europee, superando gli errori commessi dall'amministrazione PSD.

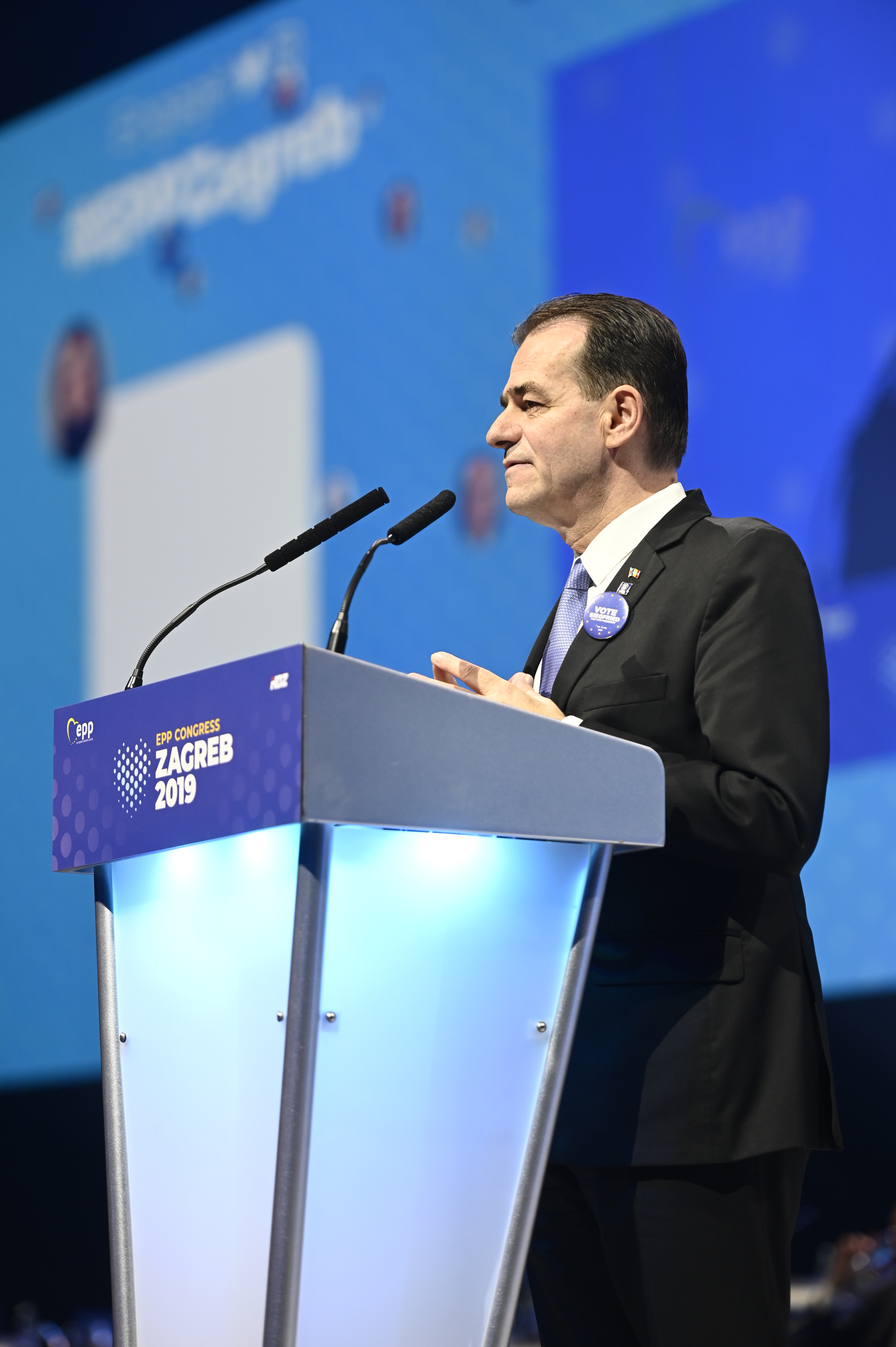
Ludovic Orban al congresso del Partito Popolare Europeo tenutosi a Zagabria tra il 20 e il 21 novembre 2019.

La nomina di Orban da parte di Iohannis si inseriva in una strategia politica che precedeva la campagna elettorale per le elezioni presidenziali in programma in novembre, alle quali il capo di Stato presentava la propria ricandidatura con il sostegno del PNL, professandosi come l'autentico difensore dello stato di diritto in Romania contro le ingerenze del PSD. Nel proprio programma politico Iohannis considerava quali punti cardine la lotta alla corruzione, l'ammodernamento del paese e una politica estera filo-occidentale. Il presidente uscente evidenziò i successi del mandato in scadenza, vantandosi di essere stato il baluardo difensivo del paese contro le manovre politiche del governo socialdemocratico. Iohannis lanciò costanti attacchi ai leader del PSD, accusando in special modo il governo Dăncilă di aver favorito deliberatamente la corruzione e il clientelismo. La crisi d'immagine del PSD rese facile la vittoria di Iohannis, che al primo turno ottenne il 38% contro il 22% dell'avversario Viorica Dăncilă. Al ballottaggio il successo del candidato del PNL fu ancora più evidente: Iohannis conseguì il 66%. Secondo diversi analisti l'elettorato aveva premiato Iohannis per un secondo mandato perché avrebbe potuto garantire l'adesione ai valori europei e filo-occidentali e condurre una seria battaglia contro la corruzione e per la difesa dello stato di diritto. Gli elettori avevano preferito in massa Iohannis perché stanchi di anni di caos politico, scandali di corruzione e manovre populiste promosse dai governi PSD.
Tra le prime azioni intraprese dal governo Orban vi furono la nomina del commissario europeo della Romania, l'europarlamentare PNL Adina Vălean, l'approvazione della legge di bilancio per il 2020 e l'avvio delle procedure per la designazione di capi delle procure di DNA, DIICOT e Corte suprema. La mancanza di una solida maggioranza parlamentare, tuttavia, portò premier e presidente della repubblica a prendere in considerazione l'idea di forzare elezioni anticipate, da celebrarsi contemporaneamente alle amministrative locali dell'estate 2020. Viste alcune sentenze della Corte costituzionale emanate nel febbraio 2020 che rendevano impossibile tale scenario, oltre all'emergere di una crisi di governo, il piano fu abbandonato.
Il 5 febbraio 2020 il governo Orban I fu sfiduciato dal parlamento, dopo che il PSD aveva proposto una mozione in reazione ad un'ordinanza d'urgenza per la riforma elettorale elaborata dall'esecutivo, che fu fortemente osteggiata oltre che dall'opposizione, anche dall'UDMR, che fino a quel momento aveva appoggiato il PNL. Malgrado le dimissioni, incaricato ancora una volta dal presidente della repubblica, fu lo stesso Ludovic Orban a riuscire a formare un nuovo governo, in cui riconfermò integralmente la squadra di ministri che aveva preso parte al precedente. Il governo Orban II nacque il 14 marzo 2020 nel contesto dello scoppio della pandemia di COVID-19 che, date la situazione d'emergenza e la necessità di rapide risposte alla crisi, spinse persino il PSD a concedere il proprio sostegno parlamentare. L'allarme sanitario costrinse ad un periodo di isolamento domiciliare anche il primo ministro, mentre altri tre onorevoli del PNL risultarono positivi all'infezione.

### Elezioni locali e parlamentari del 2020

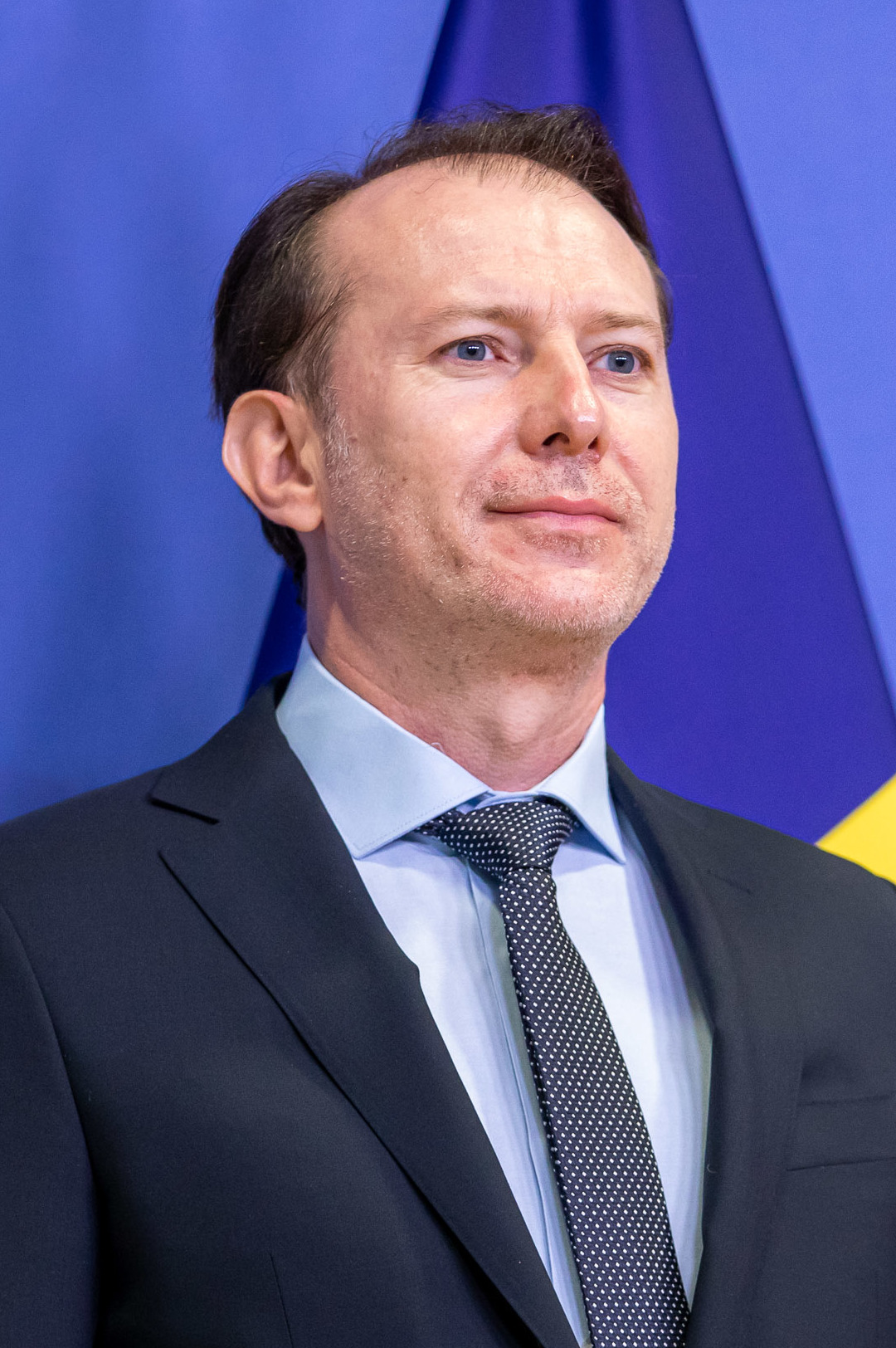
Florin Cîțu, primo ministro dal 23 dicembre 2020.

Il PNL si preparò già in febbraio per le elezioni locali del settembre 2020. A Bucarest Violeta Alexandru fu riconfermata leader del partito nella capitale, mentre il PNL indicò nell'attivista Nicușor Dan, fondatore dell'Unione Salvate la Romania, il proprio candidato alla funzione di sindaco. Quello di Dan rappresentava un nome su cui converse anche l'Alleanza 2020 USR PLUS. A Iași, invece, i liberali accolsero nel partito Mihai Chirica, sindaco in carica che era stato espulso dal PSD nel 2018 e che nel 2020 si sarebbe candidato per un nuovo mandato con il PNL.
Il risultato del voto del 27 settembre premiò il PNL, primo partito del paese con il 30%. Individualmente o in coalizione con l'USR PLUS, i liberali ottennero il controllo delle città principali: Bucarest a Nicușor Dan, Cluj-Napoca a Emil Boc, Iași a Mihai Chirica e Costanza a Vergil Chițac. A Timișoara, invece, il sindaco uscente PNL Nicolae Robu fu sconfitto dal candidato dell'USR PLUS. Il numero di presidenti dei consigli distrettuali, allo stesso tempo, fu raddoppiato rispetto al 2016: da otto a diciassette.
In seguito al voto il partito siglò un protocollo di collaborazione con un'ulteriore forza di centro-destra, il Partito del Movimento Popolare (PMP), finalizzato alla formazione di maggioranze stabili in seno ai consigli locali, mentre la dirigenza nazionale vietò alle filiali ogni possibile alleanza con il PSD.
Forte della vittoria alle elezioni locali e favorito nei sondaggi, il partito si aspettava di ottenere almeno il 35% alle elezioni parlamentari del mese di dicembre. Oltre a promettere di liberare il paese dalle ingerenze del PSD, il partito auspicava quattro anni di stabilità politica, grazie ai buoni rapporti con il presidente Iohannis, e una crescita economica basata sugli investimenti a lungo termine, piuttosto che sul consumo. Il discorso elettorale del PNL fu ampiamente sostenuto dal capo di Stato Klaus Iohannis, protagonista di dure critiche nei confronti del PSD.
La realtà del voto, però, deluse le aspettative del partito. Con il procedere dello spoglio fu chiaro che il PSD sarebbe stato davanti di quasi 5 punti, risultato molto distante dalle previsioni del PNL e che, in seguito ad un colloquio con il capo di Stato, nella sera del 7 dicembre spinse Ludovic Orban a rassegnare le proprie dimissioni da primo ministro. In sua sostituzione fu indicato ad interim il ministro della difesa Nicolae Ciucă.
Il PNL, in ogni caso, ottenne il 25% e riuscì a costituire un nuovo governo di coalizione con USR PLUS e UDMR con a capo Florin Cîțu, che entrò in carica il 23 dicembre 2020. Anche la presidenza della camera dei deputati per la nuova legislatura andò ad un rappresentante liberale, Ludovic Orban.

### Campagna per il congresso del 2021
Subito dopo le elezioni apparvero i primi malumori contro il presidente del PNL. Il primo vice presidente Rareș Bogdan lo accusò di non prendere in considerazione i consigli dei membri della dirigenza del partito e di credersi superiore agli altri. Il segretario generale Robert Sighiartău si dichiarò deluso da come erano stati condotti i negoziati per la formazione del governo con l'USR PLUS, con la cessione di ministeri importanti agli alleati al solo fine di ottenere per sé la presidenza della camera dei deputati, e reputava Orban colpevole di gestire le politiche del partito in modo personale e discrezionale. A loro si associarono anche altri membri della dirigenza quali Emil Boc, Ilie Bolojan, Mircea Hava, Florin Roman, Gheorghe Flutur, Dan Motreanu, Alina Gorghiu, Iulian Dumitrescu e Alin Tișe.
I contestatori di Orban si strinsero intorno a Florin Cîțu, che il 30 maggio 2021 annunciò la propria candidatura alla presidenza del PNL. In estate furono celebrate le elezioni interne per la scelta dei capi delle filiali locali, mentre il congresso nazionale fu indetto per il 25 settembre. Per la posizione di nuovo presidente si sarebbero affrontati il leader uscente Ludovic Orban e il premier Florin Cîțu. Lo statuto prevedeva che per i candidati alla funzione di presidente era necessaria un'anzianità di cinque anni. Per permettere a Cîțu, che si era iscritto nel PNL il 10 settembre 2016, di partecipare alle elezioni, quindi, il 18 agosto 2021 l'ufficio permanente nazionale del PNL votò a favore di una deroga al regolamento.
La campagna dei due si tenne con toni alti e dure critiche reciproche. Cîțu sosteneva la necessità di svecchiare il partito, mentre Orban lo accusava di aver commesso abusi nella gestione del governo come, ad esempio, nella destituzione del ministro delle finanze Alexandru Nazare. Il premier godeva anche del favore del presidente della Romania Iohannis, che lo aveva sostenuto in tutte le scelte riguardanti la politica di governo, elemento che avrebbe avuto un peso sull'esito delle elezioni.
A livello programmatico Orban presentava la mozione «La forza della destra» («Forța Dreptei»), in cui sottolineava la necessità dell'adesione a una linea conservatrice basata sui diritti e le libertà individuali, la famiglia, il credo cristiano e la nazione. Allo stesso tempo il suo PNL sarebbe stato un partito promotore di principi economici e democratici liberali, favorevole alla separazione dei poteri e all'uguaglianza di fronte alla giustizia. Il suo programma evidenziava anche la necessità di rafforzare i rapporti con le strutture locali del PNL e sostenere anche economicamente tutti i progetti provenienti dai sindaci e dai rappresentanti regionali del partito per lo sviluppo del territorio e della pubblica amministrazione locale. Sul piano economico Orban redasse un rapporto in cui enumerava le misure da intraprendere in tutti i settori. La mozione di Cîțu, «Romania liberale» («România liberală»), sosteneva l'idea di un PNL come partito di centro-destra, le cui correnti principali erano il liberalismo, il cristianesimo democratico e il conservatorismo. Al centro del liberalismo moderno proposto da Cîțu doveva esserci il servizio verso il cittadino e la garanzia dello stato di diritto, al fine di fornire i migliori beni e servizi pubblici. Tra i punti concreti il premier annunciava una riforma costituzionale, la dismissione della Sezione d'inchiesta per i magistrati, la digitalizzazione del sistema fiscale e l'adesione allo spazio Schengen e all'euro.
Dodici filiali firmarono entrambe le mozioni, ventotto approvarono solamente quella di Cîțu, mentre otto solo quella di Orban.

### Rottura dell'alleanza con l'USR PLUS
Nel corso della seduta di governo del 1º settembre 2021 il primo ministro propose l'inserimento nell'ordine del giorno dell'approvazione del programma di sviluppo locale "Anghel Saligny", il cui effetto sul bilancio era valutato 10 miliardi di euro e avrebbe garantito il finanziamento dei progetti locali del PNL. La decisione, non concordata con gli alleati, fu respinta dai membri dell'USR PLUS, poiché il progetto non era stato avallato dal ministro della giustizia Stelian Ion. Nella stessa sera Cîțu annunciò la revoca del ministro. Vista l'impossibilità di venire a capo della crisi, il 6 settembre l'USR PLUS annunciò il proprio ritiro dal governo e chiese le dimissioni del premier. Florin Cîțu, quindi, si assunse la responsabilità di un governo senza la maggioranza parlamentare e ritenne impossibile la ricostruzione dei rapporti con l'USR PLUS.
La rottura, avvenuta nel pieno della campagna per la presidenza del PNL, contribuì ad alimentare il tono degli scontri tra i due candidati. Orban, infatti, affermò che nel caso di una sua elezione avrebbe ricostituito la coalizione nel giro di 48 ore.

## La presidenza Cîțu

### Congresso del 2021
I quasi 5.000 delegati del partito presenti al congresso del 25 settembre 2021, tenutosi presso il Romexpo di Bucarest, elessero presidente Florin Cîțu con 2.878 voti (60,2%), mentre Orban ne ottenne 1.898 (39,7%). I voti nulli furono 72. Nel corso del meeting prese parola anche il presidente della Romania Iohannis, che attaccò l'atteggiamento dell'USR PLUS e difese la posizione del premier, sostenendo che non esisteva alcun motivo per chiederne le dimissioni. Il giorno successivo il consiglio nazionale elesse i nuovi quattro primi vicepresidenti, il segretario generale, i vicepresidenti (17 per settore di competenza, 16 politici e 8 regionali) e i membri delle altre strutture di partito. Numerosi sostenitori di Ludovic Orban ritirarono le loro candidature per le posizioni dirigenziali. In polemica con Iohannis e Cîțu, Orban rassegnò le proprie dimissioni anche da presidente della camera dei deputati.

### Nomina del governo Ciucă

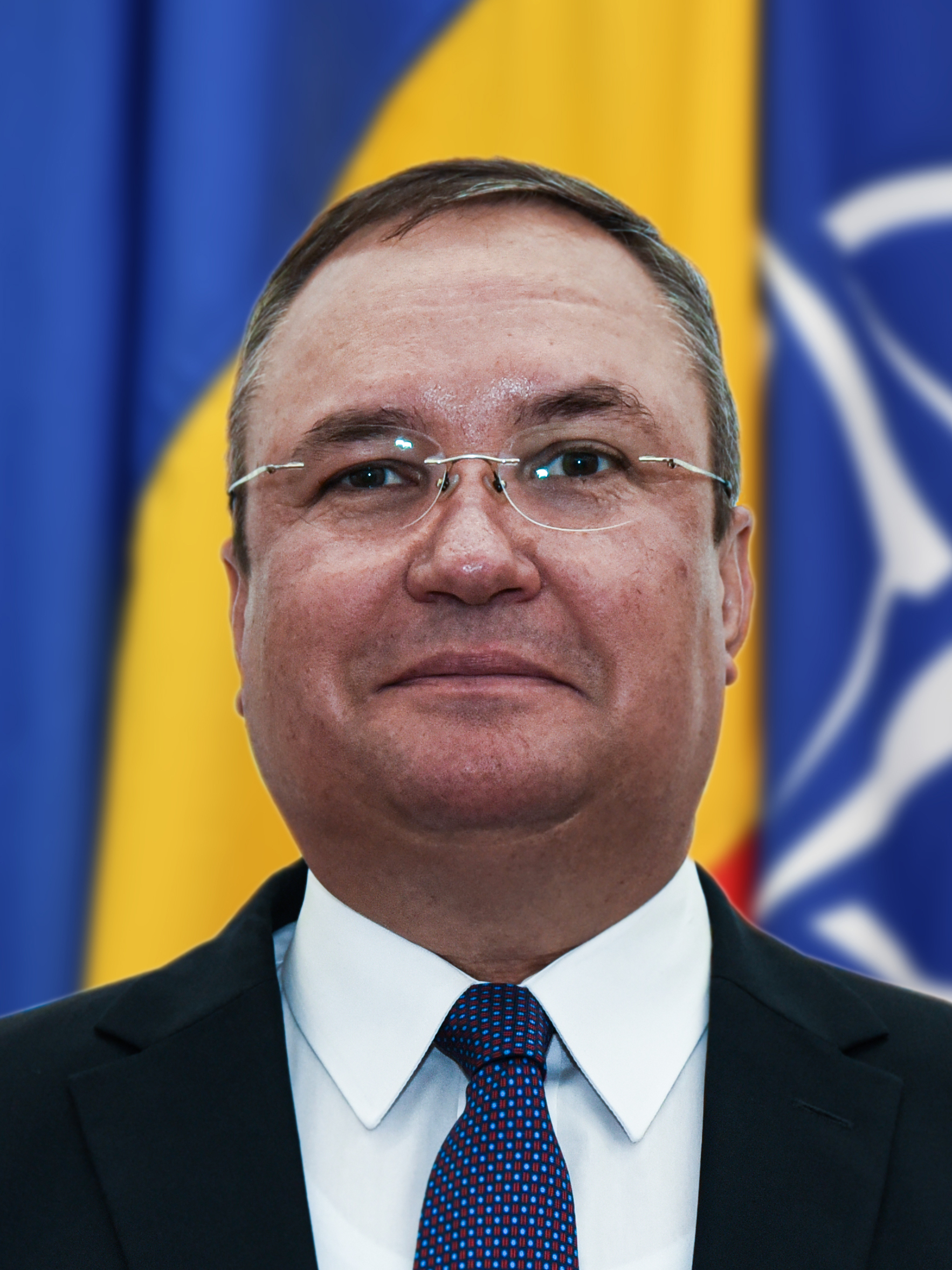
Nicolae Ciucă

Il successivo 5 ottobre 2021 il governo Cîțu fu costretto alle dimissioni, poiché battuto da una mozione di sfiducia presentata dal PSD e votata anche da USR PLUS e AUR. Per venire a capo della crisi politica, Iohannis designò in successione quali primi ministri Dacian Cioloș (USR PLUS) e Nicolae Ciucă (PNL), ma nessuno dei due riuscì a formare una nuova maggioranza.
La situazione si sbloccò quando il PNL accettò di collaborare con il PSD e l'UDMR per la formazione di un governo di coalizione. Entrambi i partiti approvarono la soluzione di un governo di rotazione. Secondo gli accordi dell'alleanza chiamata Coalizione nazionale per la Romania il PNL avrebbe espresso il primo ministro fino al maggio 2023, quando il premier sarebbe diventato un membro del PSD. Il governo Ciucă entrò in carica il 25 novembre 2021. I contraenti giustificarono l'alleanza con la necessità di garantire un governo sostenuto un'ampia maggioranza, al fine di combattere gli effetti economici e sociali della pandemia di COVID-19, della crisi energetica e del cambiamento climatico.
A margine degli accordi di governo la nuova maggioranza concordò anche la variazione dei capi delle due camere. La presidenza della camera dei deputati, vacante dalle dimissioni di Ludovic Orban, andò a Marcel Ciolacu (PSD). Florin Cîțu il 23 novembre conseguì la presidenza del Senato.
La scelta della dirigenza di appoggiare un governo di coalizione con il PSD, tuttavia, fu causa delle dimissioni dal PNL di diciassette parlamentari, mentre Ludovic Orban dichiarò che avrebbe fondato un partito chiamato, Forza della Destra.
Nel marzo 2022 il PNL assorbì l'Alleanza dei Liberali e dei Democratici.

## La presidenza Ciucă

### Congresso del 2022
Nel corso dei mesi successivi Cîțu criticò l'alleanza di governo con il PSD, dando vita a frizioni con alcuni membri della dirigenza. Nel marzo 2022 propose un'analisi sull'attività dei ministri in area PNL, ipotizzando l'idea di un rimpasto non concordato con il primo ministro. L'atteggiamento di Cîțu fu contestato dai primi vicepresidenti del PNL che, grazie al sostegno dell'ufficio esecutivo nazionale, il 2 aprile 2022 ne chiesero e ne ottennero le dimissioni da presidente del partito. Il 3 aprile l'ufficio esecutivo nominò ad interim quale presidente Gheorghe Flutur e quale segretario generale Lucian Bode. Il consiglio nazionale convocò il congresso per il 10 aprile.
Il 5 aprile 2022 l'ufficio esecutivo votò a favore di una deroga per permettere la candidatura di Nicolae Ciucă che, iscrittosi al partito nell'ottobre 2020, non rispettava il requisito di cinque anni di anzianità stabilito dallo statuto. Ciucă fu l'unico candidato alla presidenza al congresso del 10 aprile. Il suo testo programmatico, «Uniti per una Romania stabile e forte» («Uniți pentru o Românie stabilă și puternică»), fu approvato da 1.060 delegati e non ricevette alcun voto contrario.
Il 27 maggio 2022 il consiglio nazionale elesse Lucian Bode nuovo segretario generale titolare e Dan Motreanu nuovo primo vicepresidente.
Il 1º febbraio 2024 Iulian Dumitrescu si dimise da primo vicepresidente per via di un'indagine per corruzione avviata nei suoi confronti.

### Il governo Ciucă

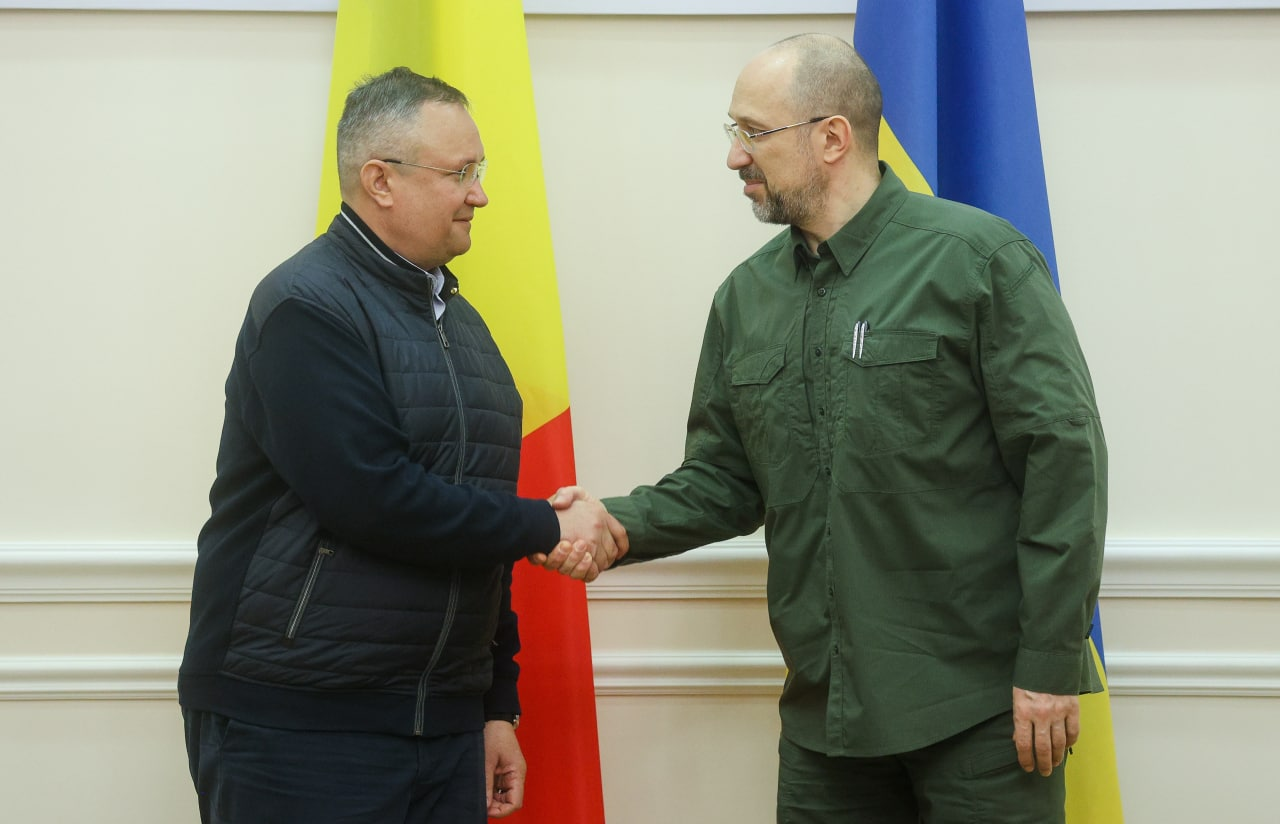
Nicolae Ciucă in veste di primo ministro all'incontro con il suo omologo ucraino Denys Šmyhal' il 26 aprile 2022.

Chiusa la gestione della pandemia di COVID, l'esperienza di governo PNL-PSD-UDMR fu segnata da diverse crisi, quali quella energetica e il controllo delle conseguenze dell'invasione russa dell'Ucraina. Le autorità vararono varie misure di protezione sociale, quali la calmierazione dell'energia elettrica, e introdussero sovvenzioni per la popolazione e sui carburanti. Sul piano esterno il governo Ciucă ottenne la rimozione del Meccanismo di cooperazione e verifica, ma non riuscì nell'intento dichiarato di accedere all'area Schengen. Per il riconoscimento della seconda tranche dei fondi del PNRR (Next Generation EU), l'esecutivo si adoperò per la modifica della legge sulle pensioni speciali, pur senza giungere ad una versione definitiva. Nel 2023 maggiorò le pensioni del 12,5% e il salario minimo, ma a giugno 2023 l'inflazione toccò l'11% su base annua, in discesa dal picco del 17% della fine del 2022. Nel corso dell'anno e mezzo al potere il governo Ciucă si confrontò anche con le proteste degli agricoltori, che lamentavano un eccesso di prodotti agricoli ucraini sul mercato rumeno, e con quelle dei professori e del settore sanitario. In particolare lo sciopero dei dipendenti dell'istruzione ritardò l'attuazione dell'accordo di rotazione con il PSD e si concluse con il riconoscimento di un aumento del 25% degli stipendi dei docenti.
Ciucă si dimise da primo ministro il 12 giugno 2023 al fine di favorire la formazione del nuovo governo di coalizione presieduto dal presidente del PSD Marcel Ciolacu, avviando così il processo costitutivo. I ministri prestarono giuramento il 15 giugno 2023, in seguito al voto parlamentare. L'UDMR non partecipò alla maggioranza e passò all'opposizione. Ai vertici delle due camere furono nominati lo stesso Ciucă (senato) e ad interim l'esponente del PSD Alfred Simonis (camera dei deputati).

### Elezioni europee e locali del 2024
Il 21 febbraio 2024 i leader della coalizione di governo annunciarono la decisione di convocare nella stessa giornata sia le elezioni europee che quelle locali. Nel corso della stessa conferenza stampa Ciucă e Ciolacu dichiararono che PSD e PNL avrebbero concorso in alleanza alle elezioni per il Parlamento europeo, ma non a quelle amministrative. Ciolacu affermò che i due partiti si univano per lottare contro le "forze estremiste" in ascesa in Romania, facendo riferimento all'Alleanza per l'Unione dei Romeni (AUR).
A Bucarest, nonostante in un primo momento PSD e PNL avessero annunciato il sostegno congiunto all'indipendente Cătălin Cîrstoiu, alla fine presentarono candidati separati alla carica di sindaco, ma comuni nei vari settori della capitale. Individualmente o in alleanza con il PSD, alle elezioni locali il PNL conseguì l'elezione di 11 presidenti distrettuali, 419 consiglieri distrettuali e 1.132 sindaci. Tra i centri principali a Bucarest Sebastian Burduja arrivò quarto, mentre il partito confermò la guida dei municipi di Cluj-Napoca, Iași, Costanza, Oradea e Arad, oltre a conquistare quella di Brașov.
Alle concomitanti elezioni europee l'alleanza, per quanto variegata sul piano ideologico, ottenne quasi il 50% dei voti, che gli valse 19 seggi (di cui otto al PNL). Dopo il voto europeo le segreterie dei due partiti dichiararono che non avrebbero rinnovato l'alleanza per le elezioni parlamentari e presidenziali di fine anno.
In prossimità delle nuove tornate elettorali si arrivò alla rottura della coalizione a causa di crescenti tensioni dovute alla bocciatura da parte della Corte costituzionale del candidato sovranista Diana Șoșoacă alle presidenziali, le cui colpe secondo Ciucă erano da additare a presunti abusi di potere da parte del PSD, che avrebbe avuto voce sulla decisione dei giudici. Il 7 ottobre Ciucă comunicò che sarebbe comunque rimasto al governo al fine di «evitare l'escalation degli abusi da parte del PSD».

### Elezioni presidenziali e parlamentari del 2024

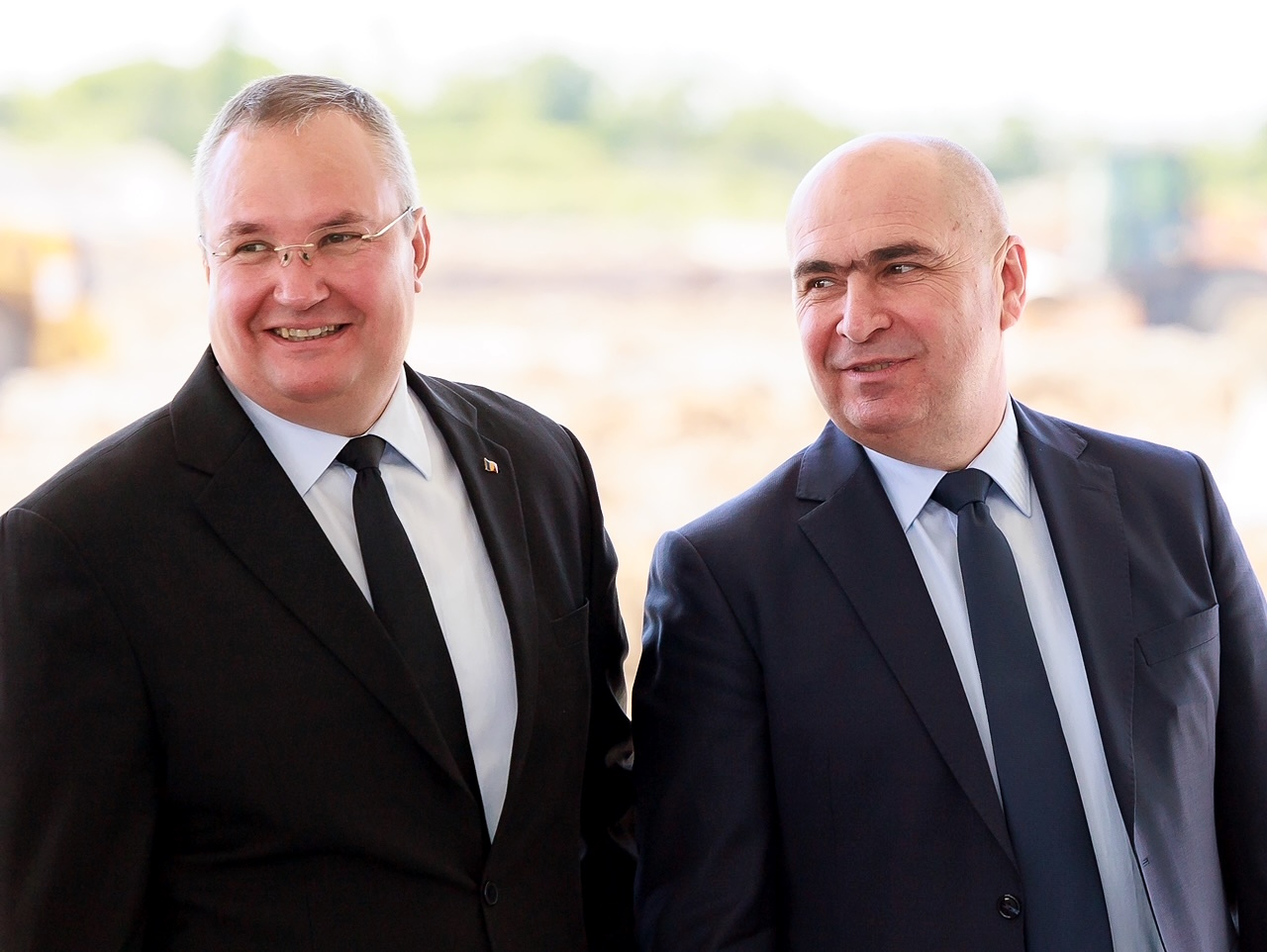
Nicolae Ciucă e Ilie Bolojan.

Il voto presidenziale del 24 novembre si rivelò deludente per il PNL: Ciucă ottenne meno del 9%, il peggior risultato per un candidato PNL dal 1989.
L'intero gruppo dirigente del partito presentò quindi le proprie dimissioni. Il 25 novembre Ilie Bolojan fu nominato nuovo presidente ad interim del PNL. Questi designò il nuovo segretario generale, Adrian Veștea, e i nuovi quattro primi vicepresidenti, Emil Boc, Ciprian Ciucu, Dan Motreanu e Valeriu Iftimie. Iftimie tuttavia si dimise dal ruolo il 23 dicembre. Contestualmente il partito dichiarò che al ballottaggio avrebbe sostenuto la liberale Elena Lasconi (USR) contro il sovranista Călin Georgescu. La tornata elettorale però fu annullata il successivo 6 dicembre, sulla base di una decisione della Corte costituzionale, che invocava presunte ingerenze sulla campagna elettorale da parte di paesi stranieri.
Il successivo 21 dicembre un'inchiesta giornalistica rivelò che il PNL aveva finanziato una campagna su TikTok per promuovere il suo candidato, Nicolae Ciucă. Tuttavia, questa fu poi clonata o dirottata — inavvertitamente per il partito — in favore di Călin Georgescu.
Alle elezioni parlamentari del 1º dicembre 2024 il PNL fu il terzo partito, dopo PSD e AUR. In conseguenza della crescita delle forze sovraniste in parlamento, i partiti europeisti, ad eccezione dell'USR, formarono un nuovo governo di coalizione con a capo Marcel Ciolacu. Il PNL quindi partecipò alla maggioranza PSD-PNL-UDMR con sei ministri. Ilie Bolojan fu eletto nuovo presidente del senato. La coalizione stabilì anche di proporre un candidato comune alle nuove elezioni presidenziali che si sarebbero tenute nel 2025. Il 26 gennaio 2025 il consiglio nazionale del PNL convalidò la candidatura di Crin Antonescu, nome concordato con gli alleati.
Il 10 febbraio Klaus Iohannis, rimasto in carica quale presidente della Romania dopo l'annullamento delle elezioni, annunciò le dimissioni da capo di Stato, spiegando di voler salvaguardare l'immagine della Romania, alla luce dell'avvio delle procedure di impeachment contro la sua persona avviate in parlamento dalle forze di opposizione. Come previsto dalla costituzione, Ilie Bolojan lo sostituì ad interim in qualità di presidente del senato. A sua volta, impossibilitato a rivestire altri incarichi istituzionali e politici, Bolojan lasciò ad interim la posizione di presidente del senato a Mircea Abrudean, e quella di presidente del PNL a Cătălin Predoiu.